# Güterwagen der Deutschen Reichsbahn (1945–1993)

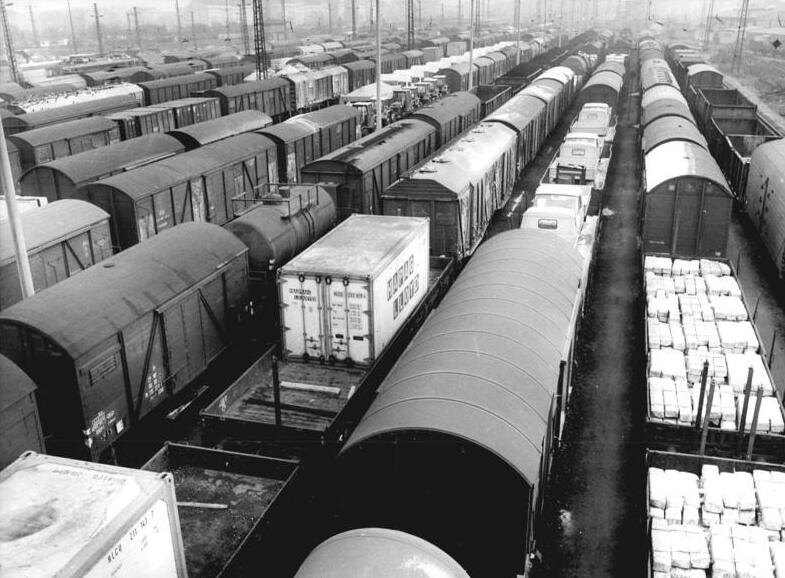
Güterwagen im Güterbahnhof Dresden-Friedrichstadt

Dieser Artikel gibt einen Überblick über die Güterwagen der Deutschen Reichsbahn von 1945 bis zu ihrem Aufgehen in der Deutschen Bahn AG Ende 1993.

## Allgemeiner Teil

### Bauarten

#### Umgebaute Güterwagen
Die meisten Güterwagen der Deutschen Reichsbahn, die nach 1945 übernommen wurden, wurden mit dem Ziel der Erhöhung der Nutzungsdauer über die üblichen 30 Jahre hinaus und der Senkung des Instandhaltungsaufwandes im Laufe der Jahre mehr oder weniger aufwändig umgebaut. Dabei blieben die Hauptmaße im Wesentlichen unverändert. Retrospektiv kann man mehrere Stufen unterscheiden:
- die Ausbesserungsarbeiten, in deren Rahmen gelegentlich auch Umbauten erfolgten,
- die Teilmodernisierungen als größere Umbaumaßnahmen (Teil-Mod-Wagen),
- die Rekonstruktionen als aufwändigste Form, die nahezu einem Neubau gleichkamen (Reko-Wagen), zur Abgrenzung von Reko-Reisezugwagen der DR auch Reko-Güterwagen, sowie
- die Umbauten mit Entstehung einer anderen Wagenart.

Die Betrachtung wird dadurch erschwert, dass keine flächendeckende Dokumentation erfolgte und dass der Übergang zwischen den Stufen gelegentlich fließend war. Zudem war man oft sehr kreativ, so dass sich die Wagen teilweise deutlich voneinander unterschieden. Über die Stückzahlen liegen gleichfalls keine verlässlichen Angaben vor, anhand der Nummernbereiche (5. bis 8. Stelle der UIC-Wagennummer) kann jedoch die höchstens vorhandene Zahl abgeschätzt werden.

#### Neu gebaute Güterwagen
Als Neubau wurden alle Güterwagen bezeichnet, die aus Einzelteilen gebaut wurden, also auch Neuaufbauten aus Altteilen. Soweit möglich wurden dabei die Normen des Internationalen Eisenbahnverbands (UIC) berücksichtigt. Echte UIC-Standardgüterwagen, d. h. vollständig nach einer UIC-Zeichnungsdokumentation gefertigte Wagen, wurden nicht beschafft.
Da die Waggonfabriken der DDR vorrangig für den Export produzieren mussten, wurden ab 1960 viele Güterwagen in den Reichsbahnausbesserungswerken (Raw) hergestellt. Aufgrund der Stückzahl herausragend waren dabei die Raw Dresden mit einer Jahreskapazität von 2100 zweiachsigen offenen Güterwagen und Leipzig mit einer Jahreskapazität von 800 zweiachsigen gedeckten und zweiachsigen Kesselwagen (Stand 1974).

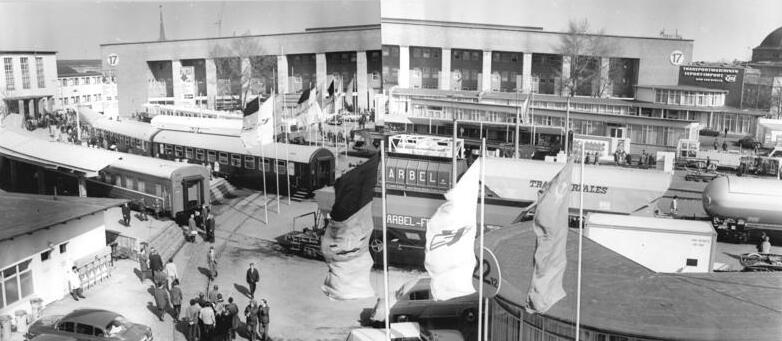
Vorstellung mehrerer Güterwagen aus französischer Produktion auf der Leipziger Messe 1972

Importiert wurden Güterwagen vorzugsweise aus dem RGW-Wirtschaftsraum. Etwa 20 000 Güterwagen konnten in den 1970er Jahren im Rahmen eines Kompensationsgeschäfts aus Frankreich gekauft werden. Die Importe fabrikneuer Wagen aus dem übrigen westlichen Ausland nahmen sich vergleichsweise gering aus.

#### Angekaufte gebrauchte Güterwagen
In den 1980er Jahren kaufte die Deutsche Reichsbahn viele gebrauchte überwiegend UIC-standardisierte Güterwagen vor allem aus der BRD, Dänemark, den Niederlanden, Belgien und Frankreich. Diese hatten beim Kauf ihre Grenznutzungsdauer noch nicht erreicht und konnten in der Regel noch etliche Jahre ohne Anpassungsarbeiten genutzt werden. Diese Wagen sind nicht Bestandteil dieses Artikels.

### Bezeichnungen
Die Güterwagen wurden im Laufe des Betrachtungszeitraums mehrfach umgezeichnet. Die deutschen Gattungszeichen wurden ab 1968 durch das international einheitliche UIC-Bauart-Bezeichnungssystem für Güterwagen abgelöst. Die Umzeichnung zog sich in praxi über einige Jahre hin, wobei verschiedene Formen von Doppelbeschriftungen existierten. In diesem Artikel wird in der Regel die erste gültige UIC-Bezeichnung genannt, Ausnahmen sind gekennzeichnet.
Im Jahr 1951 wurden für alle DR-Güterwagen sechsstellige Wagennummern verbindlich, deren erste beiden Ziffern als Gattungsnummer die Bauart der Wagens erkennen ließen. Auch nach der 1968 erfolgten Umstellung auf die zwölfstelligen UIC-Wagennummern konnte auf die Gattungsnummer nicht verzichtet werden, da sich an ihr das gesamte Zuordnungs- und Beheimatungssystem der DR-Güterwagen orientierte. Sie wurde deshalb fortan als Leitzahl bezeichnet und stirnseitig an die Wagen angeschrieben. Die ursprünglich zweistellige Leitzahl wurde dabei zur Feinunterteilung gegebenenfalls durch weitere Ziffern hinter einem Punkt ergänzt.
Schon ab 1976 wurde laut Fotobelegen die neue vierstellige Gattungsschlüsselnummer (GSNR), deren erste drei Ziffern in der Regel mit der fünften bis siebenten Ziffer der UIC-Wagennummer übereinstimmten, im Anschriftenfeld an der Längsseite der Wagen angeschrieben. Offiziell eingeführt wurde die GSNR laut Literatur im Jahr 1978, anschließend konnte die Leitzahl entfallen. Die GSNR wurden für einige Wagentypen sogar mehrfach geändert, zudem existiert keine vollständige Übersicht. Leitzahl und GSNR werden in diesem Artikel nur dort angegeben, wo dies sinnvoll erscheint.
Die einzige konstante Bezeichnung ist die vierstellige Dokumentationsnummer (Dok.-Nr.) oder Wagengattungsnummer, unter der alle Wagen im Teilheft 4 der Dienstvorschrift (DV) 939 der Deutschen Reichsbahn zu finden waren. Die Dok.-Nr. wurde jedoch nie an die Wagen angeschrieben und darf keinesfalls mit der ebenfalls vierstelligen GSNR verwechselt werden.

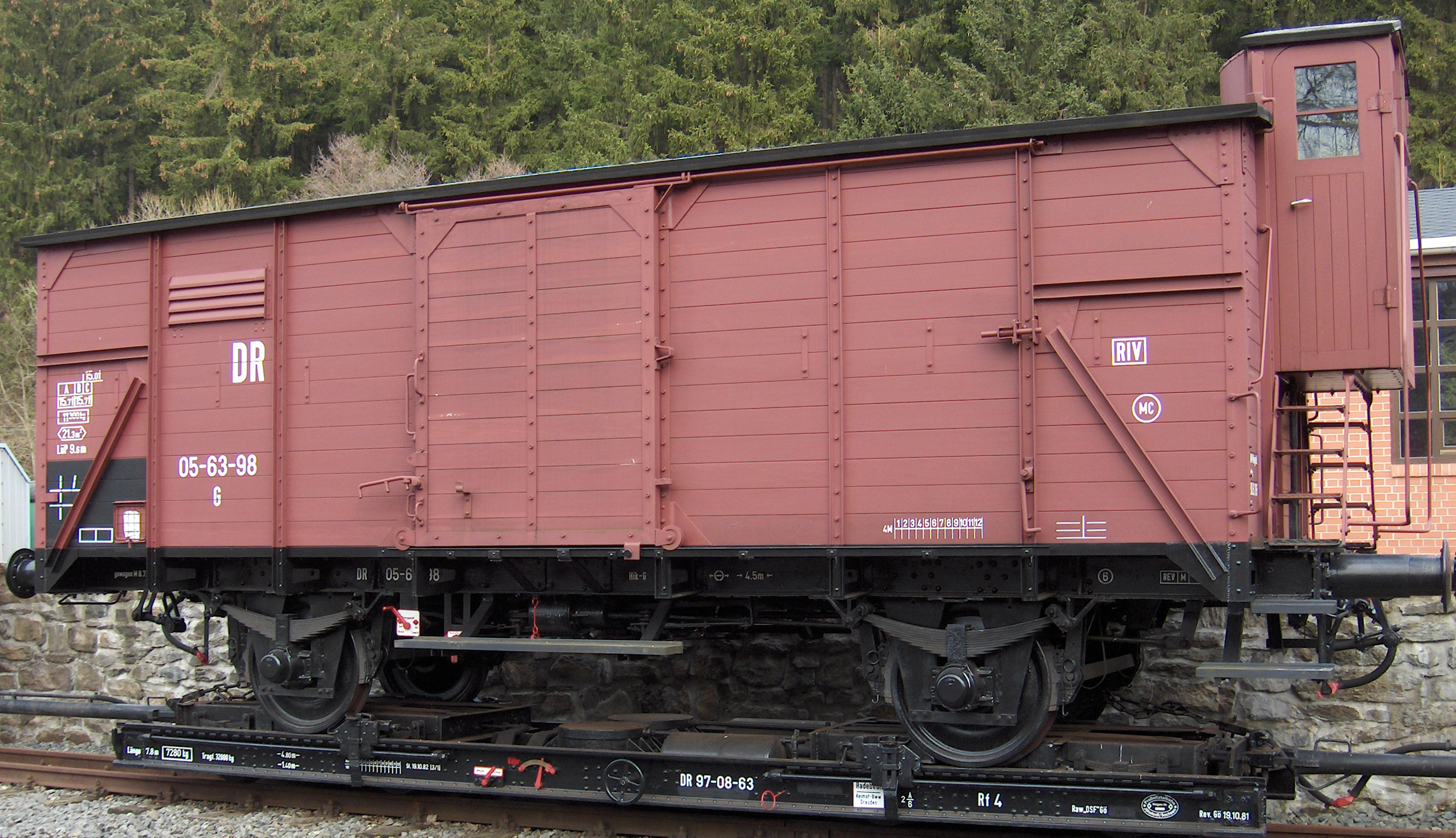
G-Wagen der Verbandsbauart mit Aussteifungen in den äußeren Seitenfeldern und Rollenlagern

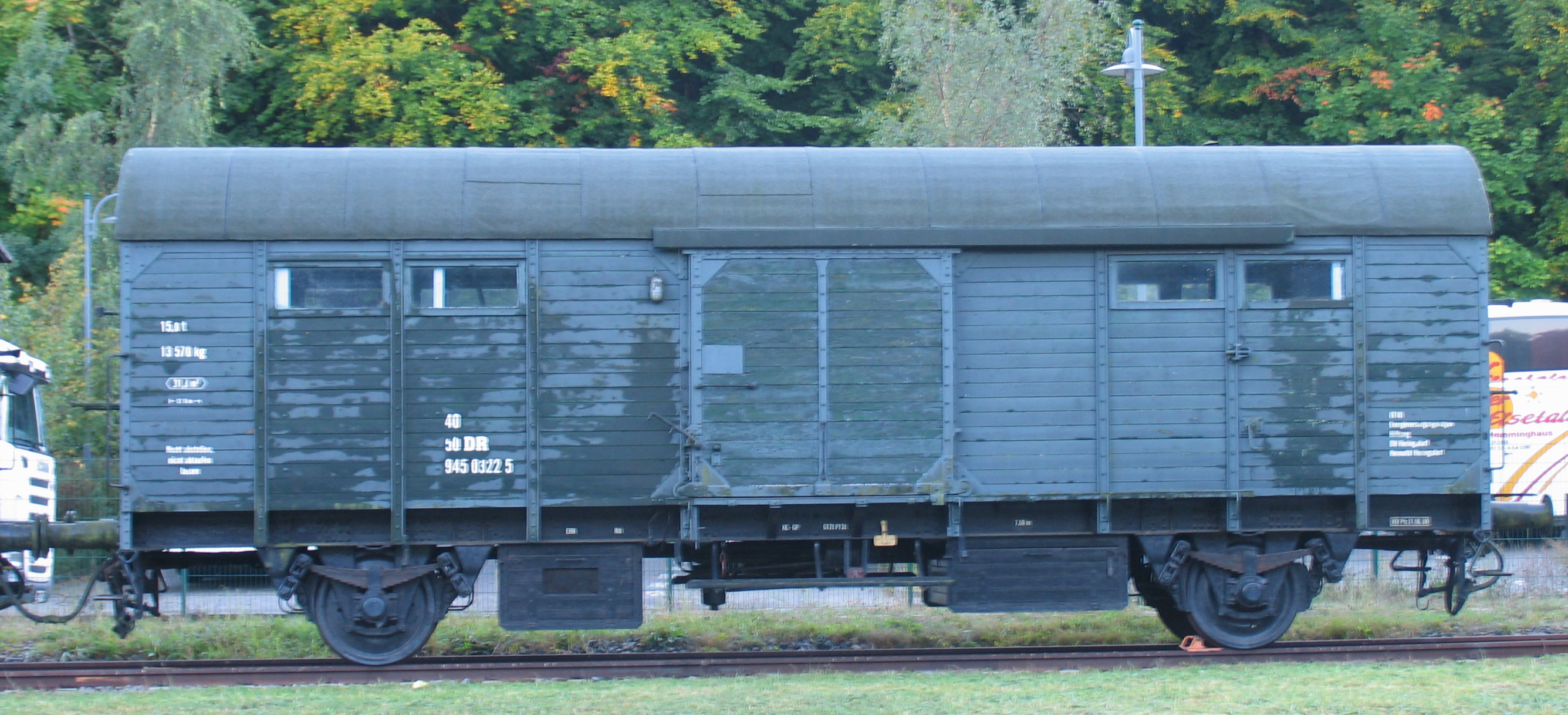
Auch die Gl-Wagen der Verbandsbauart erhielten vielfältige Umbauten – hier als Bahndienstwagen mit Doppelschaken-Laufwerk und Rollenlagerradsätzen bei originalen Achshalterblechen, KE-GP-Bremse sowie mit Fenstern an Stelle der Lade- und Lüftungsklappen.

## Gedeckte Güterwagen

### Einfache Umbauten der Flachdachwagen
In großem Umfang wurden Wagen der Gattungsbezirke Stettin und München (Länderbauart nach preußischem Musterblatt II²d8), sowie Kassel und München (Verbandsbauart A2) herangezogen. Der Wagenkasten blieb erhalten, für die Aufnahme des Tonnendachs wurden lediglich die stirnseitigen senkrechten Kastenstützen nach oben verlängert. Die Wagen behielten ihr ursprüngliches Ladegewicht und erhielten keine eigenen Nummernbereiche. Es existierten mindestens fünf Bauformen:
- Generalreparierte Flachdachwagen – d. h. Wiederaufbauten in Ursprungsform,
- Flachdachwagen mit Aussteifungen in den äußeren Seitenfeldern,
- Flachdachwagen mit Doppelschaken-Fahrwerk (wenige Exemplare),
- Wagen mit Tonnendach und Wagenkastenverstärkungen in den äußeren Seitenfeldern,
- Wagen mit Tonnendach, im oberen Drittel teilverblechten Wänden sowie UIC-Lade- und Lüftungsschiebern.

### Gedeckte Teil-Mod-Wagen
Ausgewählte gedeckte Güterwagen wurden der aufwändigen Teil-Modernisierung unterzogen. Sie erhielten einen komplett neuen Wagenkasten mit Teilverblechung im oberen Drittel sowie UIC-Rollenlager. Bei der Umzeichnung im Jahr 1968 wurden zunächst falsche UIC-Gattungszeichen mit fehlendem „m“ vergeben, verbunden mit einer Einordnung in falsche Nummernbereiche. Dies wurde um 1970 korrigiert. In diesem Kapitel sind stets die korrekten UIC-Gattungsbezeichnungen mit „m“ für eine Ladelänge unter 9 m angegeben.
Maximal 3000 Wagen des ehemaligen Gattungsbezirks Bremen gelangten zur DR. Aufgrund der einfachen Kriegsbauart waren sie zeitig verschlissen, weswegen man schon 1963 nach 20 Betriebsjahren mit ihrer Teilmodernisierung begann. Defekte Hildebrand-Knorr-Bremsanlagen und Dampfheizleitungen wurden dabei teilweise abgebaut. Nur die gebremsten Teil-Mod-Wagen wurden anschließend für 100 km/h zugelassen, die Leitungswagen weiterhin nur für 80 km/h. Alle „Bremen“ einschließlich der Teil-Mod-Wagen gehörten zur Dok.-Nr. 0630. Die angeschriebenen Bezeichnungen der Wagen vermischen teilweise ebenfalls Altbaufahrzeuge und Teil-Mod-Wagen, darüber hinaus wechselten sie mehrmals. Im Folgenden werden Nummernbereiche und Gattungsbezeichnungen wiedergegeben, aus denen sich die Anzahl und die Ausstattung der vorhandenen Wagen abschätzen lässt.
1966 (Güterwagen-Handbuch) hatten die Teil-Mod-Wagen noch keine eigenen Nummernbereiche:
- 101 1000 – 101 2999 für deutsche Wagengattung Gm(s), umfasst ≤2000 Wagen ohne Dampfheizleitung,
- 102 5000 – 102 5999 für deutsche Wagengattung Gmh(s), umfasst ≤1000 Wagen mit Dampfheizleitung.

Ab 1967 (DV 939) werden die Wagen nach Höchstgeschwindigkeit unterscheiden:
- 101 1000 ff.: deutsche Wagengattung Gm = Wagen für 80 km/h, also nichtmodernisierte oder Leitungswagen (über Dampfheizleitung hier keine Angabe),
- 133 0000 ff.: deutsche Wagengattung Gms = Wagen für 100 km/h ohne Dampfheizleitung,
- 134 6000 ff.: deutsche Wagengattung Gmhs = Wagen für 100 km/h mit Dampfheizleitung.

Spätestens 1974 (Güterwagen-Handbuch) erhielten alle Wagen korrekte UIC-Bezeichnungen und neue Wagennummern:
- 102 3000 – 102 3999: Glm, also ≤1000 nichtmodernisierte oder Leitungswagen ohne Dampfheizleitung,
- 135 0000 – 135 0999: Glms, also ≤1000 Wagen für 100 km/h ohne Dampfheizleitung,
- 136 4000 – 136 4999: Glmrs, also ≤1000 Wagen für 100 km/h mit Dampfheizleitung.

Anmerkungen: Laut DV 939 sollen 1967 70 % der Wagen unter der Dok.-Nr. 0630 eine Dampfheizleitung besessen haben. Diese Angabe wurde anschließend in andere Literatur übernommen, scheint aber zweifelhaft, denn zu jeder Zeit waren die Nummernbereiche für Wagen ohne Dampfheizleitung doppelt so groß. Der ab spätestens 1974 fehlende Nummernbereich schließt die Weiterexistenz von Wagen mit Dampfheizleitung und 80 km/h Höchstgeschwindigkeit aus.
Von den Flachdachwagen fanden für die Teilmodernisierung im Raw Magdeburg nur Wagen der Verbandsbauart A2 Verwendung. Ihr neuer, im oberen Drittel teilverblechter Wagenkasten hatte nur noch zwei Teilfelder auf jeder Seite der Tür. Die Lademasse konnte auf 21 t erhöht werden. Die Wagen wurden bis 1990 eingesetzt. Es existierten zwei Bauformen:
- Bei einer Serie wurde der Achsstand von 4500 auf 5700 mm erweitert. Dies ermöglichte den Einbau der KE-G-Bremse (Knorr-Bremse der Einheitsbauart), erforderte jedoch die Nachrüstung eines Sprengwerks. Die Annahme, dass es sich hierbei ausschließlich um ehemals ungebremste Wagen handelt, kann nicht belegt werden. Ab 1966 wurden außerdem UIC-Lade- und Lüftungsschieber eingebaut.
- Eine zweite Serie erhielt ein Doppelschakenlaufwerk unter Beibehaltung des 4500-mm-Achsstandes und der Kunze-Knorr-Bremse.

| Ursprungswagen                      | Ursprungswagen | Umbau   | Umbau     | Teil-Mod-Wagen | Teil-Mod-Wagen | Teil-Mod-Wagen | Teil-Mod-Wagen      | Teil-Mod-Wagen     | Teil-Mod-Wagen |
| ehem. Gattungsbezirk                | Dt. Gattung    | Jahr    | Anzahl(1) | Dok.-Nr.       | Leitzahl       | UIC-Gattung    | LüP ohne Handbremse | LüP mit Handbremse | Achsstand      |
| ----------------------------------- | -------------- | ------- | --------- | -------------- | -------------- | -------------- | ------------------- | ------------------ | -------------- |
| Kassel, München (Verbandsbauart A2) | G              | 1964/66 | 1050      | 4002           | 04.3, 05.3     | Glm            | 9300 mm(3)          | −                  | 5700 mm        |
| Kassel, München (Verbandsbauart A2) | G              | 1967(2) | 2700      | 4003           | 04.3, 05.3     | Glm            | 9300 mm(3)          | 9600 mm(3)         | 4500 mm        |

(1) Maximale Anzahl nach der Größe des Nummernbereiches.

(2) Das in der DV 939 angegebene erste Baujahr 1957 ist wahrscheinlich ein Druckfehler. Es existiert kein Foto mit alter Wagennummer. UIC-Lade- und Lüftungsschieber und UIC-genormte Doppelschaken waren zu jener Zeit noch nicht verfügbar. Im Güterwagen-Handbuch von 1966 ist dieser Wagentyp nicht enthalten.

(3) Bei einigen Wagen verkürzte sich die LüP durch den Einbau von UIC-Puffern um 60 mm. Eine Umbeschriftung unterblieb in der Regel.

### Zweiachsige gedeckte Neubauwagen

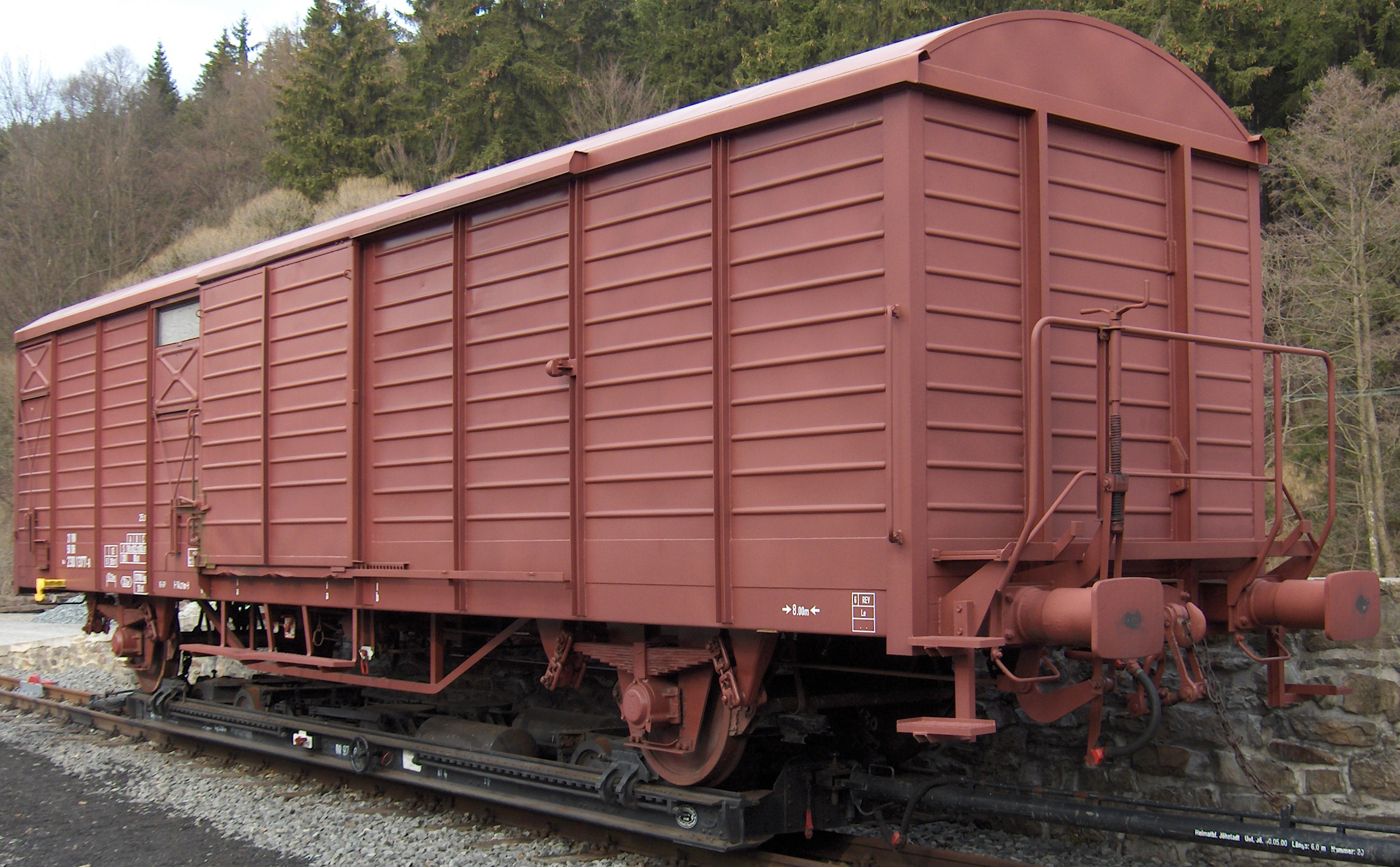
Mannschaftstransportwagen Hbs, GSNR 2301 – entspricht weitgehend dem Gbs-Wagen der Dok.-Nr. 4025

Die Wagen nach Dok.-Nr. 0637 entstanden 1950/51 im Waggonbau Bautzen und entsprachen in den Abmessungen und Technik weitgehend dem Vorkriegswagen Gs Oppeln. Sie waren für Mannschaftstransporte ausgerüstet. Die deutsche Gattungsbezeichnung lautete M(w)s, die Leitzahl 06. Später wurden sie unter der Gattungsbezeichnung Hks-t als Sonderbauart eingestuft.
Eine Neuentwicklung stellten die 1958 gebauten Wagen nach Dok.-Nr. 0638 mit 25,2 m² Ladefläche dar. Viele Teile entsprachen bereits UIC-Standards. Sie waren jedoch nur für 80 km/h zugelassen und hatten nur vier Lüftungsschieber, weswegen sie die UIC-Gattungsbezeichnung Gl bekamen. Der Nummernbereich lässt auf höchstens 300 Exemplare schließen.
Am Gs-Wagen des UIC orientierten sich die 1966 aus Jugoslawien beschafften Wagen der Dok.-Nr. 4001 mit 25,0 m² Ladefläche. Ob der 1000 Stück umfassende Nummernbereich 1200xxx ausgenutzt wurde, ist unklar.
Die mit Abstand meisten gedeckten Wagen, nämlich insgesamt über 20 000 Exemplare, entsprachen weitgehend dem Gbs-Wagen des UIC. Fast baugleich entstanden im Raw Leipzig auch Wärmeschutzwagen (umgangssprachlich: „Bananenwagen“) als Neubau sowie ab 1979 Mannschaftstransportwagen in verschiedenen Ausführungen als Neubau und als Umbau aus Gbs 1500. Ferner lieferten das Raw Leipzig und die Waggon Union Siegen auch entsprechende Schwenkdachwagen. Einen Überblick über die einzelnen Bauserien (außer Mannschaftstransportwagen) gibt die folgende Tabelle. Die meisten Wagen wurden kurz nach Übernahme durch die Deutsche Bahn AG ausgemustert.
| Hersteller           | Baujahr   | Dok.-Nr. | Gattung  | GSNR | Außenwand           | Bemerkung                                                                     | Anzahl |
| -------------------- | --------- | -------- | -------- | ---- | ------------------- | ----------------------------------------------------------------------------- | ------ |
| Raw Leipzig          | 1966–1983 | 4000     | Gbs      | 1500 | Blech mit 7 Sicken  | ab Baujahr 1982 10 Sicken (etwa 900 Exemplare)                                | 13.500 |
| Gothaer Waggonfabrik | 1966      | 4000     | Gbs      | 1500 | Blech mit 7 Sicken  |                                                                               | 300    |
| Waggonbau Kraljevo   | 1968      | 4004     | Gbs      | …    | Holz                |                                                                               | …      |
| Gothaer Waggonfabrik | 1969–1971 | 4006     | Gbqrss   | 1742 | Blech mit 7 Sicken  | Handbremse, Expressgutwagen                                                   | 700    |
| Raw Leipzig          | 1971–1972 | 4005     | Tbs      | …    | Blech mit 7 Sicken  | Schwenkdachwagen                                                              | …      |
| Raw Leipzig          | 1973–1974 | 4009     | Ibblpqrs | 8256 | Blech mit 7 Sicken  | Wärmeschutzwagen mit Schaumpolystyrol-Isolation                               | …      |
| UV Arad (Rumänien)   | 1974      | 4010     | Gbs      | 1505 | Sperrholzplatten    |                                                                               | 800    |
| UV Arad (Rumänien)   | 1974      | 4011     | Gbs      | 1505 | Sperrholzplatten    | Handbremse                                                                    | 800    |
| CAF (Spanien)        | 1981      | 4012     | Gbs      | 1543 | Sperrholzplatten    |                                                                               | 1.000  |
| Waggon Union Siegen  | 1981      | 4500     | Tbekks   | 5775 | Sperrholzplatten    | Schwenkdachwagen, alle Mietgüterwagen bei EKO für den Transport von Feinblech | 400    |
| Waggon Union Siegen  | 1982–1983 | 4014     | Gbs      | 1550 | Sperrholzplatten    |                                                                               | 720    |
| Waggon Union Siegen  | 1982–1983 | 4014     | Gbs      | 1556 | Sperrholzplatten    | Handbremse                                                                    | 280    |
| Waggon Union Siegen  | 1983      | 4015     | Gbqss-z  | 1743 | Sperrholzplatten    | Expressgutwagen                                                               | 120    |
| Raw Leipzig          | 1984–1985 | 4021     | Gbs      | 1515 | Blech mit 10 Sicken | gegenüber Gbs 1500 anderes Stirnwanddachsegment                               | 650    |
| Raw Leipzig          | 1985–1986 | 4023     | Gbs      | 1553 | Blech mit 10 Sicken | gegenüber Gbs 1515 andere Federung, rechteckige Puffer                        | 1.080  |
| Raw Leipzig          | 1986–1988 | 4025     | Gbs      | 1554 | Blech mit 10 Sicken | wie Gbs 1553, aber vorbereitet für Automatische Kupplung                      | 540    |
| Raw Leipzig          | 1986–1988 | 4025     | Gbs      | 1557 | Blech mit 10 Sicken | Variante des Gbs 1554 mit Handbremse                                          | 80     |

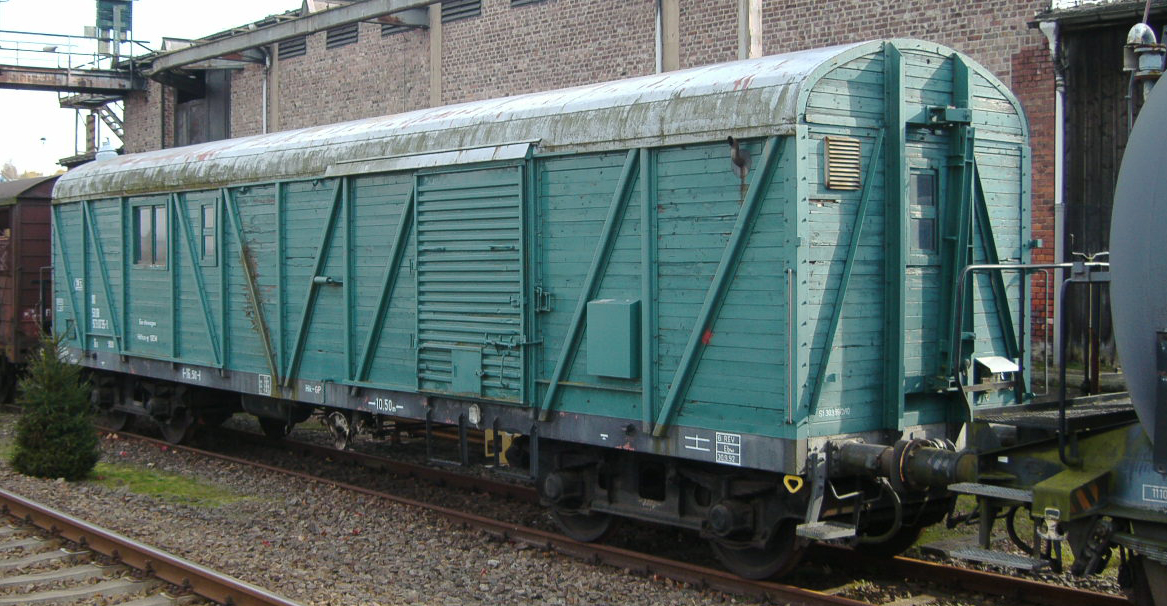
Bahndienstwagen – umgebaut aus einem gedeckten Güterwagen der Dok.-Nr. 0655-1

Nach der Deutschen Wiedervereinigung beschaffte die DR Schiebewandwagen, die den DB-Wagen der Bauart Hbbillns 305 entsprechen-

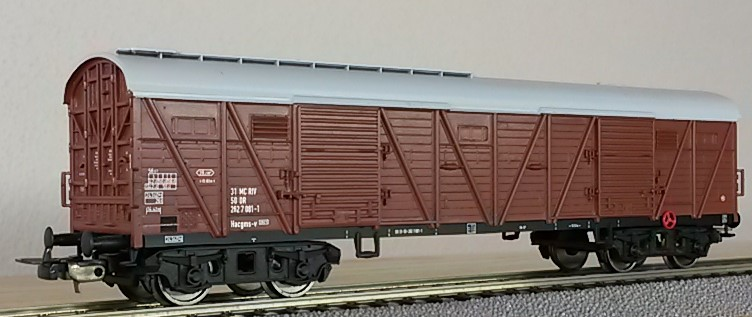
Modell eines gedeckten Güterwagens mit Stirntüren, Dok.-Nr. 0655-3

### Vierachsige gedeckte Neubauwagen

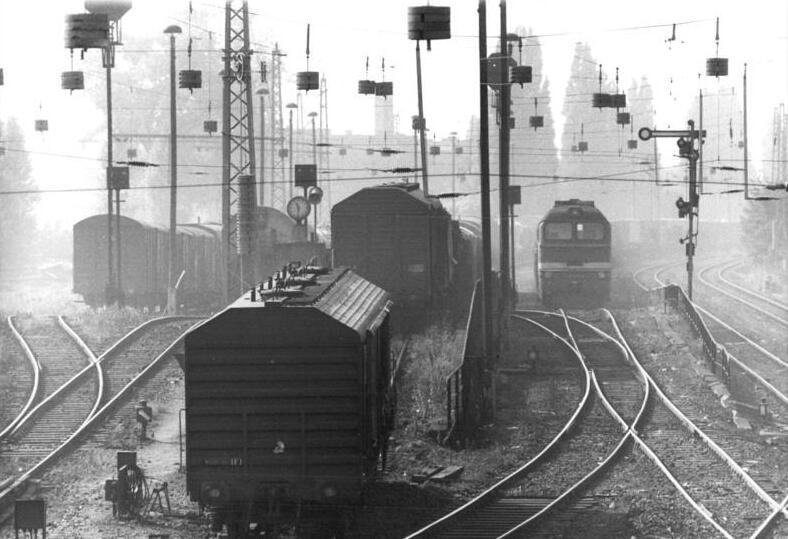
Rangierbahnhof Berlin-Pankow, vorn: zwei der Importwagen der Gattung Gag(r)s-v

Die vierachsigen gedeckten Güterwagen fanden oft im Getreidetransport Verwendung. Sie verfügten hierfür über Ladeöffnungen im Dach (nationaler Kennbuchstabe v).
In den Jahren 1951 bis 1954 entstanden in der DDR zunächst vierachsige gedeckte Güterwagen mit Holzwänden nach dem Vorbild der Wagen des ehemaligen Gattungsbezirks Bromberg. Sie waren aber etwas kürzer, woraus eine Ladelänge von 14,42 m und eine Ladefläche von 39,2 m² resultierte. Es gab drei Versionen:
- Gag(m)(r)s-v / Dok.-Nr. 0655-1: mit Bremserhaus, teilweise mit Dampfheizleitung,
- Gag(m)(r)s-v / Dok.-Nr. 0655-2: ohne Bremserhaus, teilweise mit Dampfheizleitung, sowie
- Hacg(m)rs-v / Dok.-Nr. 0655-3: ohne Bremserhaus, mit Stirnwandtüren, immer mit Dampfheizleitung.

Die gelegentlich anzutreffenden Gattungsbezeichnungen ohne „m“ resultieren aus einem Fehler bei der Umzeichnung 1968, welcher aber später korrigiert wurde.
Die später importierten Wagen mit gesickten Blechwänden entsprachen in ihren äußeren Abmessungen der Bauart 1 der UIC-Norm 571-2. Drei Serien wurden gebaut:
- 1963/64 in Arad mit einer Doppelschiebetür je Seite, mit oder ohne Handbremse, mit Dampfheizleitung (Gagrs-v / Dok.-Nr. 0641),
- 1966–1968 in Niš mit zwei Einzelschiebetüren je Seite, mit oder ohne Handbremse, mit Dampfheizleitung (Gagrs-v / Dok.-Nr. 4400), sowie
- 1973/74 in Arad mit zwei Einzelschiebetüren je Seite ohne Dampfheizleitung (Gags-v) – ohne Handbremse (Dok.-Nr. 4401) und mit Handbremse (Dok.-Nr. 4402).

## Flachwagen

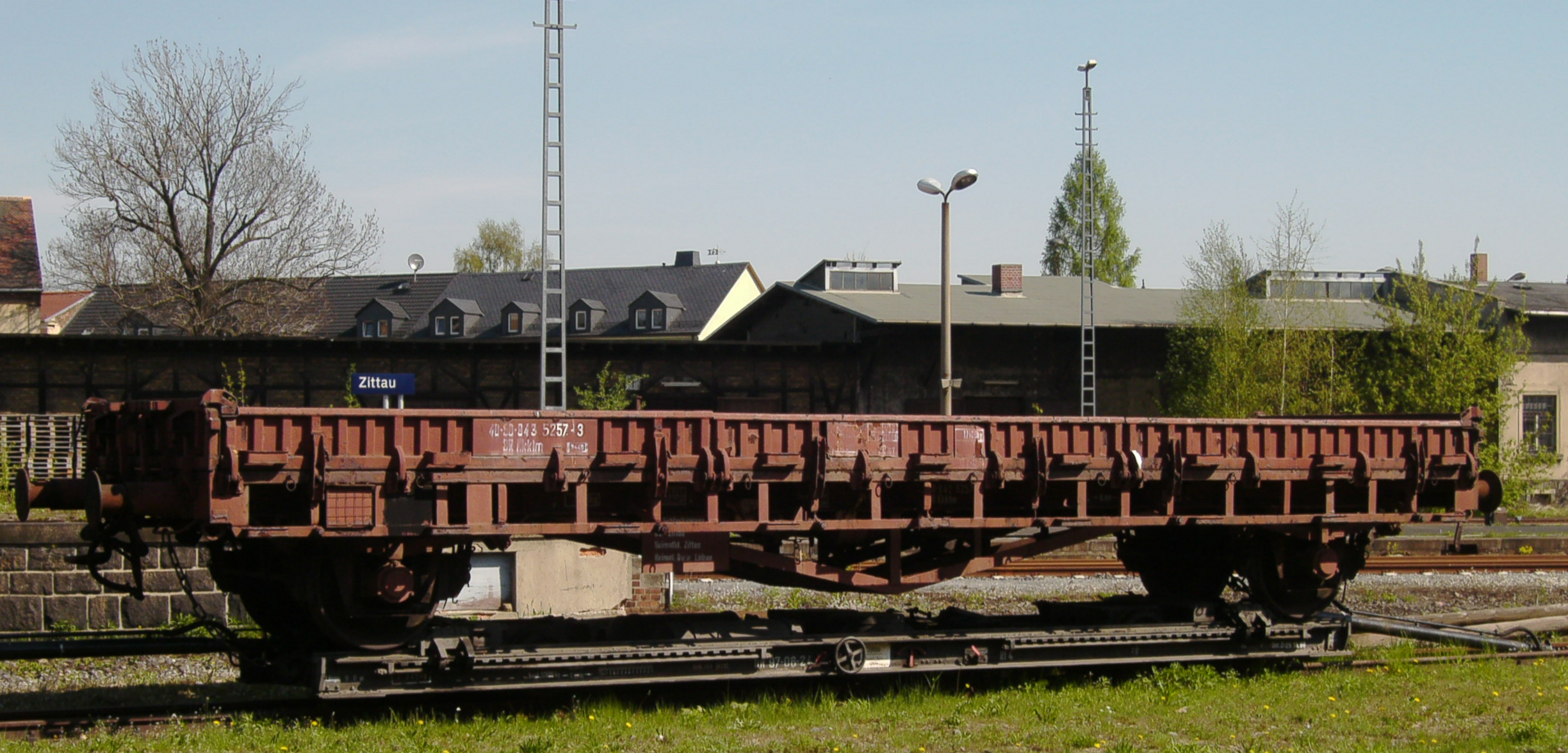
Älterer Rungenwagen Dok.-Nr. 0772 als Kkklm mit Rollenlagern und ohne Rungen

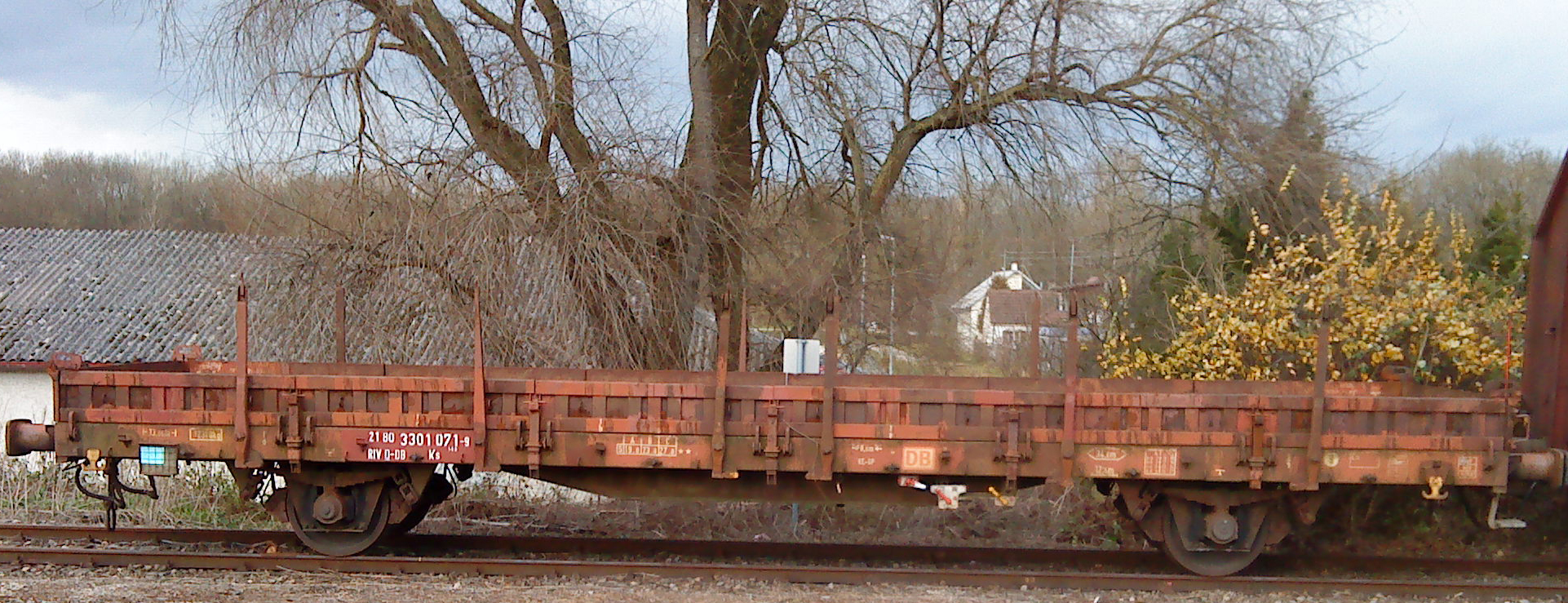
Ks-Wagen Erstbaujahr 1969, Dok.-Nr. 5526, GSNR 3300, nach DB-Übernahme in Günzburg

### Flachwagen in Regelbauart mit zwei Radsätzen (Gattung K)
Die übernommenen Rungenwagen mit 15 t Lademasse wurden großteils unter den Leitzahlen 61 (mit Rungen) und 63 (ohne Rungen) eingeordnet, sodass eine Aussage über den Verbleib der einzelnen Bauarten nicht möglich ist. Bei den Wagen der Verbandsbauart wurden die Bordwände mit den ursprünglich waagerechten Brettern gegen solche mit senkrechten Brettern getauscht. Die Wagen mit 20 t Lademasse (geschweißte Bauart mit 8 m Achsstand, Dok.-Nr. 0772) und 25 t Lademasse (Kriegsbauart, Dok.-Nr. 0774) wurden vielfach auf Rollenlager umgebaut, letztere dann für 100 km/h zugelassen. Beide Typen waren bis Anfang der 1990er Jahre im Einsatz.
Zweiachsige Flachwagen der Regelbauart wurden im Vergleich mit den Drehgestellwagen nur wenige neu beschafft. Die Wagen aus Arad (Baujahr 1969, Dok.-Nr. 5526, GSNR 3300) waren ohne Handbremse, jene aus Niesky (Baujahre 1969–1970, Dok.-Nr. 5528, GSNR 3301) dagegen mit Handbremse bei umklappbarem Bühnengeländer ausgestattet. Beide Typen entsprachen in ihren Abmessungen bis auf den Achsstand von 8 m den Ks-Wagen des UIC und hatten Schwenkrungen.

### Flachwagen in Sonderbauart mit Einzelradsätzen (Gattung L)
Für den Transport von Kraftfahrzeugen standen spezielle Flachwagen zur Verfügung. Mit ihnen konnten Pkw in zwei Ebenen transportiert werden, wobei das Oberdeck als Auffahrrampe schräg zu stellen war. Es traten drei Hersteller in Erscheinung:
- 1958–1960 Waggonbau Niesky mit Doppelwageneinheiten (Dok.-Nr. 0748), Gattung Laae (später Laaek) sowie
- 1976–1978 Vagónka Česká Lípa (Dok.-Nr. 5300) und
- ab 1986 Fauvet-Girel (Dok.-Nr. 5301), beide mit stets paarweise eingesetzten Einzelwagen, Gattung Leks.

Darüber hinaus entstanden in den Raw aus alten Drehschemelwagen und Omm-Wagen sowie später auch auf Neubau-Untergestellen einfache Flachwagen zum Pkw-Transport, die in sogenannten Autopendel eingestellt wurden.
Für den kombinierten Verkehr beschaffte man 1959/60 zunächst Behältertragwagen, welche fünf Mittelcontainer aufnehmen konnten (Dok.-Nr. 0844, Deutsche Wagengattung: BTmm). Zusätzlich wurden 1960/61 Tragwagen aus ehemaligen Topfwagen hergerichtet, welche nur drei Mittelcontainer fassten (Dok.-Nr. 0845, Deutsche Wagengattung: BTw). Beide Typen kamen zusammen nur auf etwas über 100 Exemplare. Aufgrund des Niedergangs des Mittelcontainer-Verkehrs war ihnen keine lange Einsatzzeit beschieden.
Auf der Konstruktion des Gbs-Wagens (s. o.) basierend baute das Raw Leipzig einige Spezialdrehgestelltransportwagen (Dok.-Nr. 5675), auf welchen drei mal zwei Y25-Drehgestelle im Huckepackverfahren Platz fanden.

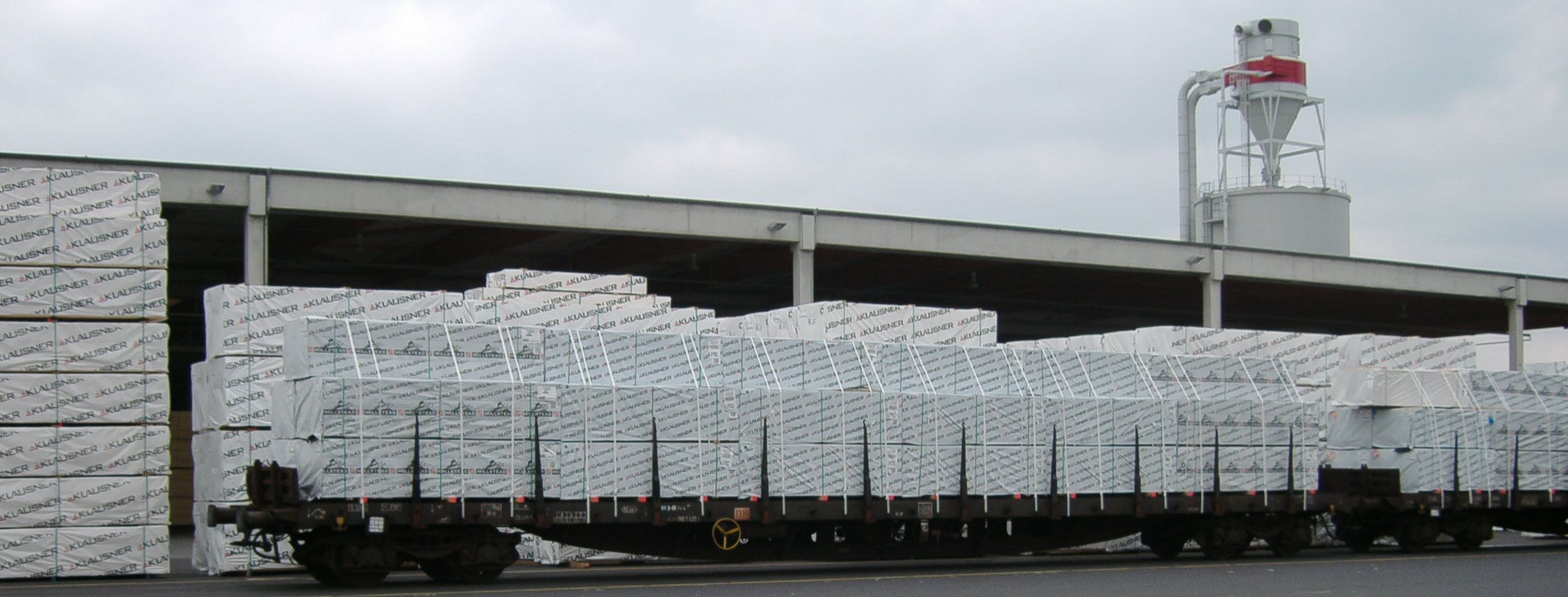
Rs-Wagen Erstbaujahr 1964, Dok.-Nr. 0804, nach DB-Übernahme am Sägewerk Kodersdorf

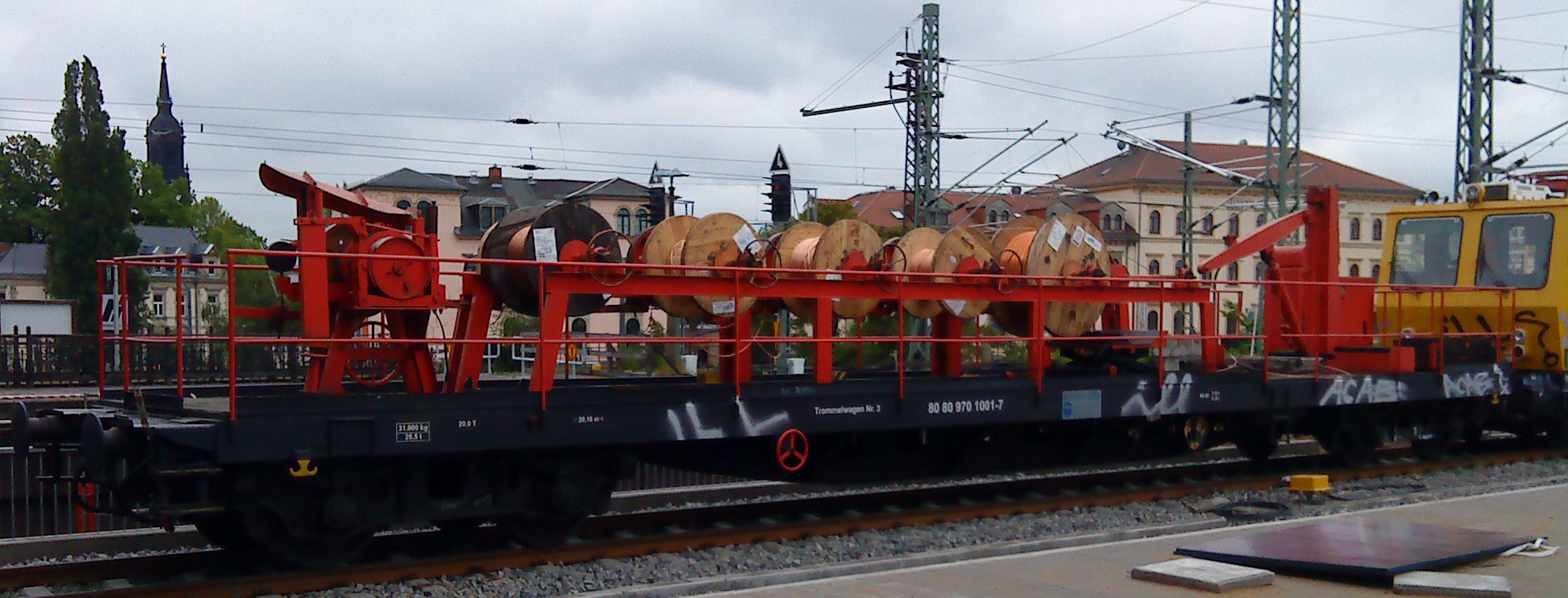
Ehemaliger R(g)s-Wagen mit Niesky-Drehgestellen (mögliche Dok.-Nrn. 5850-5854) im Bauzugeinsatz in Dresden-Neustadt

### Flachwagen in Regelbauart mit Drehgestellen (Gattung R)

#### R-Wagen mit wenigstens 15 m Ladelänge
Für die älteren vierachsigen Schienenwagen liegen drei Dokumente aus dem Jahr 1973 vor, in denen sie nach Ladelänge und Lademasse zusammengefasst werden.
- Dok.-Nr. 0799: 15 m Ladelänge / 36,5 t Lastgrenze, Nummernbereich 383 8000 – 383 8699, entspricht der Verbandsbauart
- Dok.-Nr. 0806: 18 m Ladelänge / 40 t Lastgrenze, Nummernbereich 383 8700 – 383 8999, entspricht der Sonderbauart bzw. Austauschbauart
- Dok.-Nr. 0807: 18 m Ladelänge / 42 t Lastgrenze, Nummernbereich 384 1000 – 384 1999, entspricht der geschweißten Bauart

1964 kamen zunächst neue Flachwagen aus Sarajevo (Dok.-Nr. 0804), welche mit ihrer Ladelänge von 20,70 m bis heute die längsten deutschen R-Wagen sind. Die ursprüngliche deutsche Wagengattung SSly wurde noch in SSalm geändert, bevor sie 1968 die UIC-Bezeichnung R erhielten. Über 500 Wagen wurden von der Deutschen Bahn 1994 in die Bauartnummer 679 übernommen.
Ab 1967 orientierte man sich bei den R-Wagen am UIC-Standardwagen R(e)s mit ≥18,50 m Ladelänge. Die Tabelle zeigt die verschiedenen Bauserien und erwähnt einige ihrer Detailunterschiede. Die mit Containerzapfen ausgestatteten Rgs-Wagen waren das Rückgrat der ISO-Container-Beförderung in der DDR, da spezielle Containertragwagen (Gattungen L oder S) nicht zur Verfügung standen. Nach 1990 wurden bei fast allen Rgs die Containerzapfen im umgelegten Zustand festgestellt. Außerdem wurden viele Wagen umgebaut, unter anderem zu Holztransportwagen Roos.
| Baujahre  | Hersteller                 | Dok.-Nr. | Gattung | GSNR | Anzahl | Eigenschaften | DB-Bauartnummer ab 1994 | Umbauten ab 1994 |
| --------- | -------------------------- | -------- | ------- | ---- | ------ | --- | ----------------------- | --- |
| 1967–1968 | Waggonfabrik Sarajevo      | 5850     | Rs      | 3900 | 550    | Niesky-Drehgestelle, Handbremse                                                                                                  | 673(1)                  | |
| 1968–1969 | Waggonbau Niesky           | 5851     | Rs      | 3900 | 550    | Niesky-Drehgestelle, Handbremse                                                                                                  | 674(1)                  | |
| 1968–1971 | Waggonbau Niesky           | 5852     | Rgs     | 3910 | 530    | Containerzapfen, Niesky-Drehgestelle, Handbremse                                                                                 | 668, 668.1(2)           | |
| 1970–1973 | UV Arad (Rumänien)         | 5853     | Rgs     | 3910 | >2300  | Containerzapfen, Niesky-Drehgestelle, Handbremse                                                                                 | 669, 669.1.1(2)         | |
| 1971      | Waggonfabrik Sarajevo      | 5854     | Rgs     | 3910 | 300    | Containerzapfen, Niesky-Drehgestelle, Handbremse                                                                                 | 670, 670.1(2)           | |
| 1976–1977 | UV Arad (Rumänien)         | 5856     | Rgs     | 3910 | 825    | Containerzapfen, Y25-Drehgestelle, zwischen 1991 und 1993 Ausrüstung von 390 Wagen mit Aufsätzen für Wechselbehälter (GSNR 3560) | 671, 671.1(2), 672(3)   | 1994: Prototyp Roos639, 1995: 150 Stück Roos639, 56 Stück mit Stahlbordwänden Res640, 1996: 100 Stück Roos-t642, 1997: Prototyp Roos644 |
| 1975–1976 | ANF-Industrie (Frankreich) | 5575     | Res     | 3936 | 500    | achtteilige Seitenborde, Y25-Drehgestelle                                                                                        | 675                     | |
| 1977–1986 | Raw Eberswalde             | 5576     | Res     | 3936 | 1210   | neunteilige Seitenborde, Y25-Drehgestelle                                                                                        | 676                     | |
| 1977–1978 | Waggonbau Niesky           | 5577     | Res     | 3936 | <500   | neunteilige Seitenborde, Y25-Drehgestelle                                                                                        | 677                     | |
| 1987–1990 | Raw Eberswalde             | 5578     | Res     | 3997 | 500    | neunteilige Seitenborde, Y25-Drehgestelle, gegenüber 3936 geänderte Stirnborde                                                   | 678                     | 2000–2003: Roos-t645 |

(1) Insgesamt waren nur noch 53 Waggons der GSNR 3900 vorhanden, die Umzeichnung in die vorgesehenen Bauartnummern 673 bzw. 674 ist nicht mehr erfolgt.

(2) Bauartnummer „.1“ für Wagen mit festgelegten Containerzapfen

(2) Bauartnummer 672 für Wagen mit Aufsatz für Wechselbehälter

#### Rmm-Wagen mit weniger als 15 m Ladelänge
Die ersten 300 neuen R-Wagen mit der Dok.-Nr. 0811 kamen 1952 vom Waggonbau Görlitz. Sie ähnelten den vierachsigen Schwerlastwagen (Panzertransportwagen) der geschweißten Bauart von 1942 (Dok.-Nr. 0808), waren aber etwas länger. Die deutsche Wagengattung beider Typen lautete SSy, spätestens ab 1965 jedoch SSam; die UIC-Bezeichnung Rlmmp. Der Nummernbereich der Altbaufahrzeuge reichte von 389 0000 bis 389 0499, die Neubaufahrzeuge bekamen Nummern ab 389 0500 ff.
Ab 1984 wurden von Vagonka Tatra aus Poprad etwa 1000 vierachsige Flachwagen mit einer Ladelänge von 11,30 m beschafft. Beim Transport von schweren Stahl- und Betonteilen und Fahrzeugen konnten damit die noch aus der Zeit des Zweiten Weltkriegs stammenden Schwerlastwagen ersetzt werden. Jene 70 %, die mit Seitenborden ausgestattet waren, fanden darüber hinaus auch im Schüttgutverkehr Verwendung. Die Wagen der Gattung Rmms erhielten zunächst die Dok.-Nr. 5581 und die GSNR 3960. Bei der DB erhielten sie 1994 die Bauartnummer 662.

### Flachwagen in Sonderbauart mit Drehgestellen (Gattung S)
Die folgende Einteilung orientiert sich am Artikel Flachwagen. Über S-Wagen für den kombinierten Verkehr verfügte die DR nicht.

#### S-Wagen für schwere Lasten
Von der DR übernommen wurden etwa 110 Stück der zwischen 1942 und 1944 gebauten sechsachsigen Schwerlastwagen (Panzertransportwagen) der geschweißten Bauart (Dok.-Nr. 0810). Die deutsche Wagengattung lautete SSym, spätestens ab 1954 jedoch SSamm; die UIC-Bezeichnung Sa.

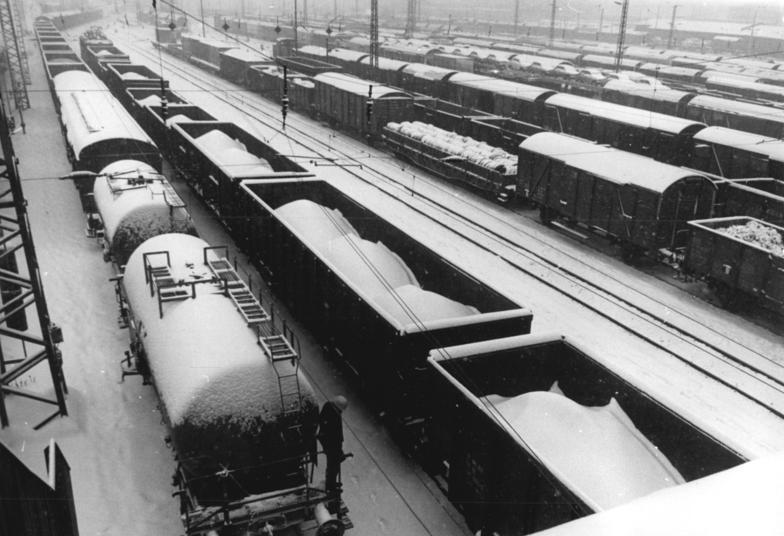
Rangierbahnhof Dresden, in der Bildmitte: ein RRym-Wagen mit Fischbauchträger

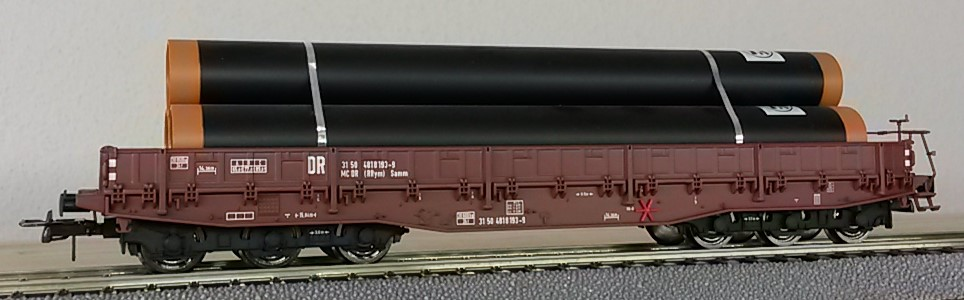
Modell eines RRym-Wagens, Dok.-Nr. 0782

Dominierend innerhalb der S-Wagen-Gruppe waren die sogenannten RRym-Wagen: sechsachsige Flachwagen mit befahrbarem Wagenboden, klappbaren Stirn- und Seitenborden (wobei die Stirnborde gleichzeitig als Überladebrücke dienten) sowie einem Ladegewicht von etwa 90 t. Sie wurden für den Transport von schweren Lasten verschiedener Art eingesetzt. Wie alle Güterwagen, die das Nebengattungszeichen y trugen, wurden auch die RRym-Wagen mehrmals umgezeichnet, nämlich spätestens ab 1965 zunächst nach dem deutschen System in RRamm (mm hier: Lademasse >80 t). Ab 1968 bekamen sie die UIC-Bezeichnung Sa, ab 1980 Samm (mm hier: Ladelänge <18 m). Die Bauserien unterscheiden sich in verschiedenen Details. Alle wurden unter der GSNR 4818 geführt.
| Baujahre  | Hersteller                                    | Dok.-Nr.   | Eigenschaften                                              | Bestand 31. Dezember 1993 | DB-Bauartnummer ab 1994 |
| --------- | --------------------------------------------- | ---------- | ---------------------------------------------------------- | ------------------------- | ----------------------- |
| 1952–1956 | Waggonbau Niesky                              | 0779       | Fischbauchträger, Gleitlager, Seilösen                     | 1.044                     | 451                     |
| 1956–1957 | Waggonbau Niesky                              | 0782       | Fischbauchträger, UIC-Rollenlager, Seilösen, UIC-Puffer    | 134                       | 452                     |
| 1965–1967 | Waggonfabrik Niš und La Brugeoise et Nivelles | 0784, 0785 | Fischbauchträger, UIC-Rollenlager, Seilanker, UIC-Puffer   | 697                       | 453                     |
| 1977–1978 | UV Arad (Rumänien)                            | 5625       | gerader Langträger, UIC-Rollenlager, Seilanker, UIC-Puffer | 1.579                     | 454                     |

#### S-Wagen für spezielle Zwecke
Ab 1964 lieferte der Waggonbau Niesky 700 vierachsige Gleisjochtransportwagen (Dok.-Nr. 7900), die Ähnlichkeit zu den RRym-Wagen des gleichen Herstellers haben. Etwa 120 von ihnen wurden mit Rolleneinrichtungen für die Gleisjochverlegekrane Uk 25/9 Bauart Platow ausgestattet. Der Einsatz erfolgte durch die Reichsbahnbaudirektion. Die meisten verkehrten als Einzelwagen (UIC-Bezeichnung S, GSNR 4600), einige auch als mehrteilige Einheiten (UIC-Bezeichnung Sm, GSNR 4605).
Für den Transport verschiedener nässeempfindlicher Schüttgüter in festen Relationen zwischen Industriestandorten fanden spezielle Kübelwagen Verwendung.

## Offene Güterwagen

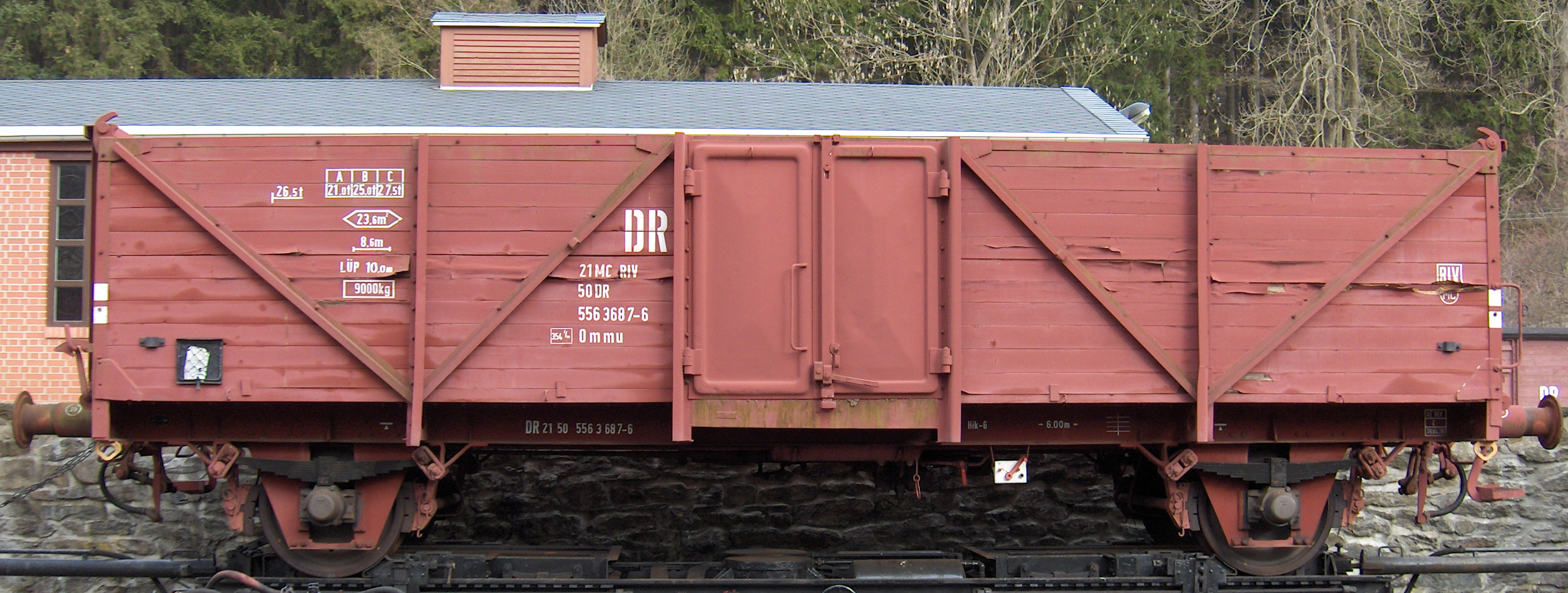
Omm-Wagen der Kriegsbauart, umgebaut mit Blechtüren und Rollenlagern

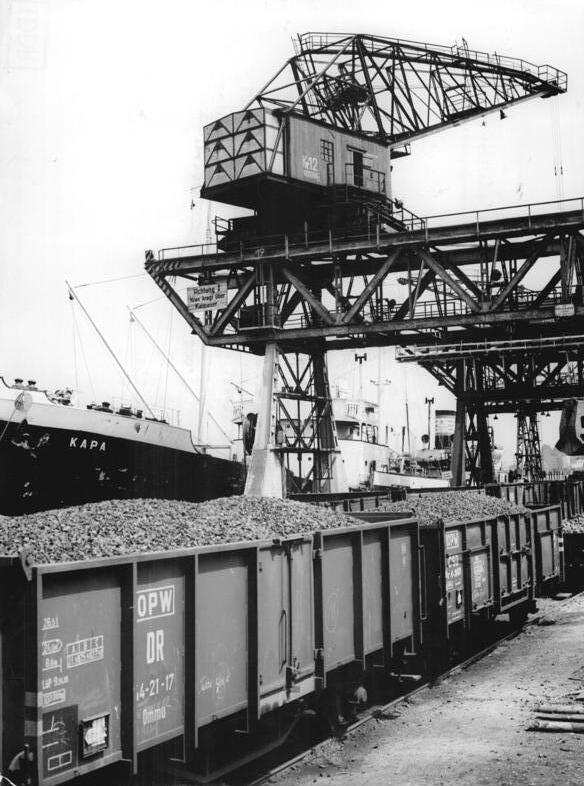
Überseehafen Rostock, vorn: Reko-Wagen Dok.-Nr. 5029, entstanden aus einem Omm-Wagen der Kriegsbauart

### Zweiachsige offene Reko- und Teil-Mod-Wagen (El-u)
Nachweislich in Umbauprogramme einbezogen wurden die Om-Wagen der Verbandsbauart sowie die Omm-Wagen der geschweißten Bauart und Kriegsbauart.
Die Reko-Wagen erhielten einen komplett neuen Wagenkasten. Durch den Einbau von UIC-Puffern verkürzte sich die LüP um 60 mm. Die Om-Wagen der Verbandsbauart erhielten ein neues, geschweißtes Untergestell, behielten aber das Fahrwerk mit den Gleitlagern, während dieselben bei den Omm-Wagen durch UIC-Rollenlager ersetzt wurden. Der Typ Klagenfurt erhielt außerdem ein ebenes Sprengwerk. Die aus den Typen Linz und Klagenfurt entstandenen El-u waren am längsten, nämlich bis Anfang der 1990er Jahre im Einsatz.
Bei vielen Om(m)-Wagen sind in den Nachkriegsjahren die Holzwände durch Blechwände ersetzt worden. Dabei blieben die Wagenkastenprofile, abgesehen vom Entfernen der Aussteifungen, unverändert. Sie gelten als Teil-Mod-Wagen. In der Tabelle ist nur der Typ Villach enthalten, über die anderen liegen keine ausreichenden Daten vor.
| Om Essen, Breslau der Verbandsbauart | 1961–… | Reko     | 20.000 | 0731                           | Omu     | 36.2 | −    | 9.040 (nur ohne Handbremse)                         |
| Omm(r) Linz                          | 1954–… | Reko     | 3.500  | 5025 (o. Hbr.), 5026 (m. Hbr.) | Ommu    | 42.0 | 5570 | 10.100 (ohne Handbremse) 10.800 (mit Handbremse)    |
| Omm(r)u Villach                      | 1954–… | Teil-Mod | 500    | 0739-2                         | Omm(r)u | 43.2 | 5100 | 10.100 (ohne Handbremse) 10.800(2) (mit Handbremse) |
| Omm(r)u Villach                      | 1954–… | Reko     | 10.000 | 5027                           | Ommu    | 43   | 5100 | 10.040 (ohne Handbremse) 10.740(2) (mit Handbremse) |
| Ommu Klagenfurt der Kriegsbauart     | 1961–… | Reko     | 3.000  | 5029                           | Ommu    | 44   | 5565 | 9.940 (ohne Handbremse)                             |

(1) maximale Anzahl nach der Größe des Nummernbereiches

(2) Wagen ab dem Baujahr 1943 mit 200 mm kürzerer Handbremsbühne
Wie viele Wagen noch länger ohne Umbauprogramm genutzt wurden, ist unklar. In der Ursprungsausführung belegt sind folgende Typen:
- im Jahr 1974 die Om-Wagen der Austauschbauart (ehemaliger Gattungsbezirk Königsberg) – teilweise mit Stahlwänden und Rollenlagern – unter der Dok.-Nr. 0734 sowie
- im Jahr 1977 die Ommu-Wagen (ehemaliger Gattungsbezirk Villach) unter der Dok-Nr. 0739-1, die wahrscheinlich sogar noch die GSNR 5560 erhielten.

Über den Verbleib der Om-Wagen der geschweißten Bauart (ehemalige Gattungsbezirke Breslau und Essen) gibt es keine Belege. Da sie stückzahlmäßig unbedeutend waren, erscheint die Einbeziehung ins Reko-Programm aber unwahrscheinlich.

### Zweiachsige offene Neubauwagen (Es-u)

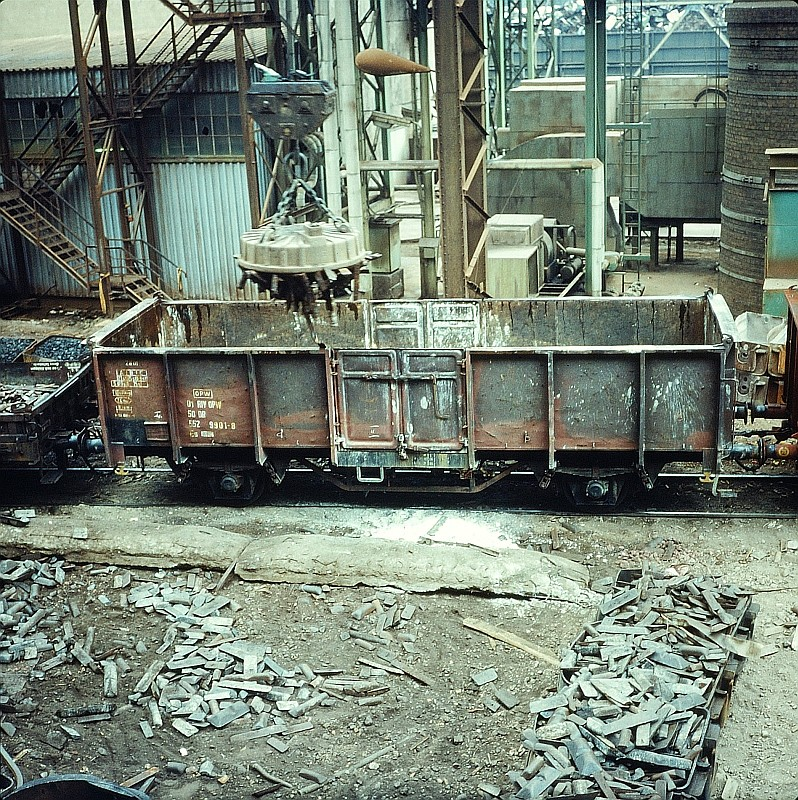
Es-Wagen Erstbaujahr 1964, Dok.-Nr. 5301, GSNR 5520

Fast alle diese ab 1964 gebauten Wagen entsprachen zumindest in den Hauptdaten dem Es-Wagen Typ 2 der UIC-Norm 571-1. Mussten anfangs noch Wagen aus Jugoslawien importiert werden, übernahm doch bald das Raw Dresden die Serienproduktion. Zwischen den meisten Serien bestanden Unterschiede nur in einigen Details. Die Wagen aus Česká Lípa weichen jedoch mit dem Achsstand von 6 m, den außenliegenden Langträgern und einigen anderen konstruktiven Besonderheiten deutlich vom UIC-Standardwagen ab. Viele Wagen wurden 1994 noch von der DB übernommen, anschließend aber zügig ausgemustert.

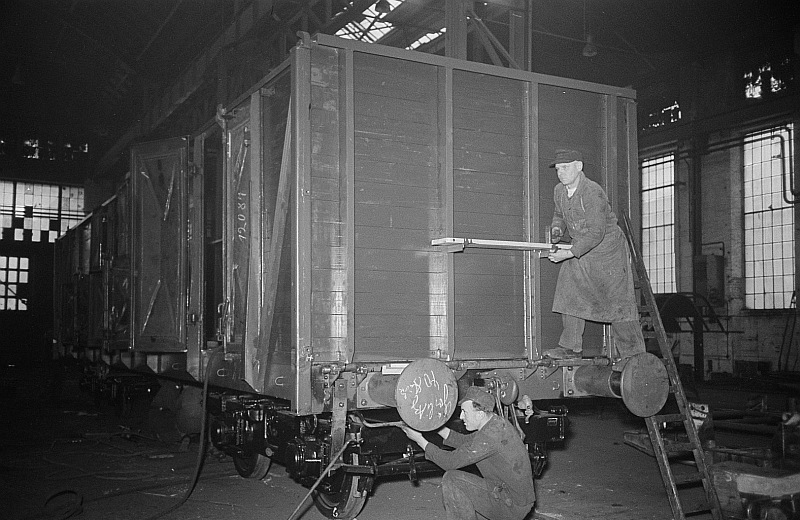
Endfertigung eines Güterwagens Dok.-Nr. 0750/1 im Waggon- und Maschinenbau Görlitz

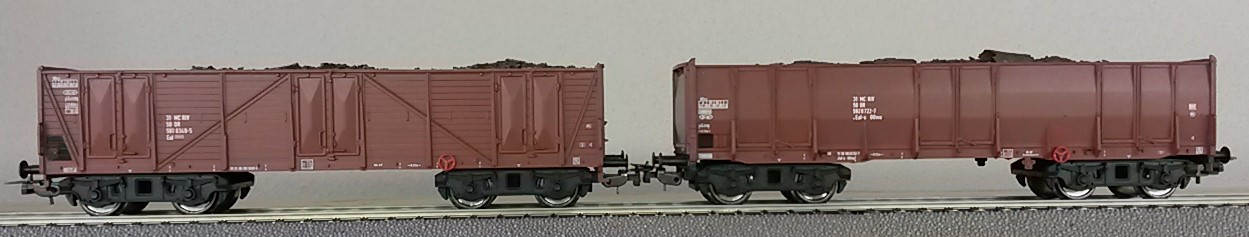
Modelle zweier offener Güterwagen, Dok.-Nr. 0750/2 und 0751

| Baujahre  | Hersteller               | Dok.-Nr. | GSNR       | Anzahl | Anmerkung                                                                                            |
| --------- | ------------------------ | -------- | ---------- | ------ | --- |
| 1963–1964 | Raw Dresden              | 0730     | 6000, 6001 |        | „Kramer-Kiste“: Einfachstbauweise ohne Türen aus Altteilen, deshalb Sonderbauart – Gattungszeichen F |
| 1964–1978 | Raw Dresden              | 5031     | 5520       | 18.500 | ohne Handbremse                                                                                      |
| 1964–1965 | Waggonbau Subotica       | 5032/1   | 5545       | 1.200  | feste Stirnwand am Handbremsende                                                                     |
| 1964–1965 | Waggonbau Kraljevo       | 5032/2   | 5544       | 1.200  | ohne Handbremse                                                                                      |
| 1968–1972 | Raw Dresden              | 5031/1   | 5550       | 6.500  | Handbremsbühne mit der Stirnwand klappbar                                                            |
| 1979–1984 | Raw Dresden              | 5033     | 5235       | 4.905  | ohne Handbremse                                                                                      |
| 1979–1984 | Raw Dresden              | 5033     | 5038       | 150    | ohne Bremsanlage wegen Materialengpass, Gattungszeichen E                                            |
| 1980–…    |                          | 5047     | 5235       |        | Umbau aus Dok.-Nr. 5031 zu Stahlfußboden, deshalb Sonderbauart – Gattungszeichen Fs                  |
| 1981–1983 | Vagónka Tatra Česká Lípa | 5048     | 5546       | 500    | Feststellbremse                                                                                      |
| 1981–1983 | Vagónka Tatra Česká Lípa | 5048     | 5547       | 1.530  | ohne Feststellbremse                                                                                 |

### Vierachsige offene Güterwagen der Regelbauart

#### Frühe Bauarten
Die DR setzte bei den offenen Güterwagen von Anfang an auch auf Drehgestellfahrzeuge. Die frühen Bauarten hatten einen Drehzapfenabstand von 8,50 m. Die Ladelänge betrug ursprünglich 12,41 m, ab 1965 glich man sie den UIC-Standardwagen (≥12,71 m) an. Die Tabelle gibt einen Überblick über die Bauserien:
| Dok.-Nr. | Baujahr(e) | Hersteller                             | Langträger                                      | Achslager   | Außenwand               | Bremse(1)                     | Gattung | GSNR       | Anzahl(2) |
| -------- | ---------- | -------------------------------------- | ----------------------------------------------- | ----------- | ----------------------- | ----------------------------- | ------- | ---------- | --------- |
| 0750/1   | 1954–1955  | verschiedene Waggonbaubetriebe der DDR | gerade                                          | Gleitlager  | Holz, 5 Türen(3)        | Hik-GP + Brh-f oder Fstbr     | Eal     | 5916       | 1.500     |
| 0750/2   | 1956       | verschiedene Waggonbaubetriebe der DDR | gerade                                          | Gleitlager  | Holz, 3 Türen           | Hik-GP + Fstbr                | Eal     | 5916       | 1.500     |
| 0751     | 1956–1957  | verschiedene Waggonbaubetriebe der DDR | unter Türen verstärkt                           | Rollenlager | Stahl, gewölbt, 3 Türen | Hik-GP + Brh-f oder Fstbr     | Eal     | 5918       | 1.500     |
| 0752     | 1958–1960  | verschiedene Waggonbaubetriebe der DDR | an Wagenenden eingezogen, unter Türen verstärkt | Rollenlager | Stahl, gewölbt, 3 Türen | Hik-GP + Brh-klpp oder Fstbr  | Eal     | 5918       | 1.500     |
| 0753     | 1963–…     | Waggonbau Niesky                       | an Wagenenden eingezogen, unter Türen verstärkt | Rollenlager | Stahl, gewölbt, 3 Türen | KE-GP + Brb-klpp oder Fstbr   | Eal     | 5906       | 4.000     |
| 5325     | 1965–57    | UV Arad (Rumänien)                     | an Wagenenden eingezogen, unter Türen verstärkt | Rollenlager | Stahl, gewölbt, 3 Türen | KE-GP + Brb-klpp oder Fstbr   | Eals-u  | 5906       | 1.800     |
| 5326     | 1966       | Waggonbau Kraljevo                     | an Wagenenden eingezogen, unter Türen verstärkt | Rollenlager | Stahl, gewölbt, 3 Türen | KE-GP + Fstbr                 | Eals-u  | 5906       | 1.800     |
| 5327     | 1966–1968  | Waggonbau Niesky                       | gerade                                          | Rollenlager | Stahl, gewölbt, 3 Türen | KE-GP + teilweise Brb-klpp(4) | Eals-u  | 5906, 5908 | 1.500     |

(1) Erklärung der Abkürzungen:
Brh-f = Handbremse in Bremserhaus, fest an Stirnwand und Wagenboden montiert – Wagen daher nur einseitig stirnkippbar
Brh-klpp = Handbremse in Bremserhaus, mit der Stirnwand nach oben klappbar – Wagen daher beidseitig stirnkippbar
Brb-klpp = Handbremse auf Bühne, mit der Stirnwand nach oben klappbar – Wagen daher beidseitig stirnkippbar
Fstbr = Feststellbremse
(2) maximale Anzahl nach der Größe des Nummernbereiches

(3) Anfang der 1960er Jahre teilweise Umbau zu Blechwänden mit drei Türen

(4) Vorhandensein einer Feststellbremse an Wagen ohne Handbremse unklar

#### Rekonstruktion der frühen Bauarten
Viele der vor 1968 gebauten Wagen wurden ab 1976 im Raw Zwickau rekonstruiert. Sie erhielten einen neuen Wagenkasten in den Außenmaßen der UIC-Standardwagen mit geraden Blechwänden, einem stärkeren Obergurt und drei senkrechten Kastenstreben zwischen den beiden Türen. Dies ist auch der auffälligste Unterschied zu den Neubauwagen mit zwei oder vier Streben. Alle Handbremsen wurden entfernt.
Eine Zuordnung der Ausgangsfahrzeuge zu den entsprechenden Reko-Wagen gelingt nicht immer. Die unvollständig erhaltenen Primärquellen geben hierüber keine Auskunft, die Sekundärquellen sind widersprüchlich. Beim Vergleich der Baujahre und Umbaujahre fällt auf, dass die Wagen beim Umbau mit einem Alter von etwa 20 Jahren das Ende ihrer Nutzungsdauer noch nicht erreicht hatten und deshalb wahrscheinlich vor dem Verschleißen planmäßig entsprechend ihrem Alter der Rekonstruktion zugeführt wurden. Die in den DR-Unterlagen angegebenen Nummernbereiche überlappen sich teilweise und erlauben daher keinen Rückschluss auf die Anzahl. Deshalb wird in der folgenden Übersicht der Bestand vom 31. Dezember 1993 angegeben.
| Dok.-Nr. Ursprungswagen      | Reko-Wagen | Reko-Wagen | Reko-Wagen | Reko-Wagen | Reko-Wagen   | Reko-Wagen                | Reko-Wagen              |
| Dok.-Nr. Ursprungswagen      | Umbaujahre | Dok.-Nr.   | spezielle Umbaumaßnahmen | Gattung    | GSNR         | Bestand 31. Dezember 1993 | DB-Bauartnummer ab 1994 |
| ---------------------------- | ---------- | ---------- | --- | ---------- | ------------ | ------------------------- | ----------------------- |
| 0750/1(1), 0750/2            | 1976–…     | 5329       | Untergestell umgebaut, Drehzapfenabstand auf 9,00 m erweitert, Drehgestelltausch zu Y25 (Rollenlager), Bremsentausch Hik-GP zu KE-GP (1) | Eas        | 5951         | 343                       | 060                     |
| 0751, 0752, 0753, 5325, 5326 | 1978–…     | …          | ggf. Bremsentausch Hik-GP zu KE-GP | Eals       | 5910         | 807                       | 062                     |
| 0751, 0752, 0753, 5325, 5326 | 1978–…     | …          | ggf. Bremsentausch Hik-GP zu KE-GP, Untergestell verstärkt                                                                               | Eas        | 5960(2)      | 136                       | 064                     |
| 0751, 0752, 0753, 5325, 5326 | 1980–…     | …          | ggf. Bremsentausch Hik-GP zu KE-GP, Stahlboden                                                                                           | Eals-x     | 5909         | 2890                      | 063                     |
| 0751, 0752, 0753, 5325, 5326 | 1980–…     | 5332(2)    | ggf. Bremsentausch Hik-GP zu KE-GP, Untergestell verstärkt, Stahlboden                                                                   | Eas-x      | 5961(2)      | 1376                      | 065                     |
| 0750/1(3)                    | 1986–1987  | 5344       | wie 5329, jedoch mit Stahlboden | Eas-x      | 5952         | 387                       | 061                     |
| 5327                         | 1987–…     | 5346       | | Eas        | 5965         | 689                       | 070                     |
| 5327                         | 1987–…     | 5347       | Drehgestelltausch zu Y25 | Eas        | 5966/5967(4) | 205                       | 072/071(4)              |

(1) laut DV 939 von 1976 alle Wagen mit Feststellbremse, Verbleib der 0750/1 mit Handbremse unklar, Nachrüstung einer Feststellbremse ist nicht belegt

(2) widersprüchliche Angaben: die GSNR in der Tabelle stammen aus Carstens, die Dok.-Nr. 5332 der DV 939 (Stahlboden, kreiselkippfähig) nennt jedoch 5360

(3) nicht sicher, möglicherweise jene Eal 5916, welche in den 1960er Jahren verblechte Seitenwände erhalten hatten

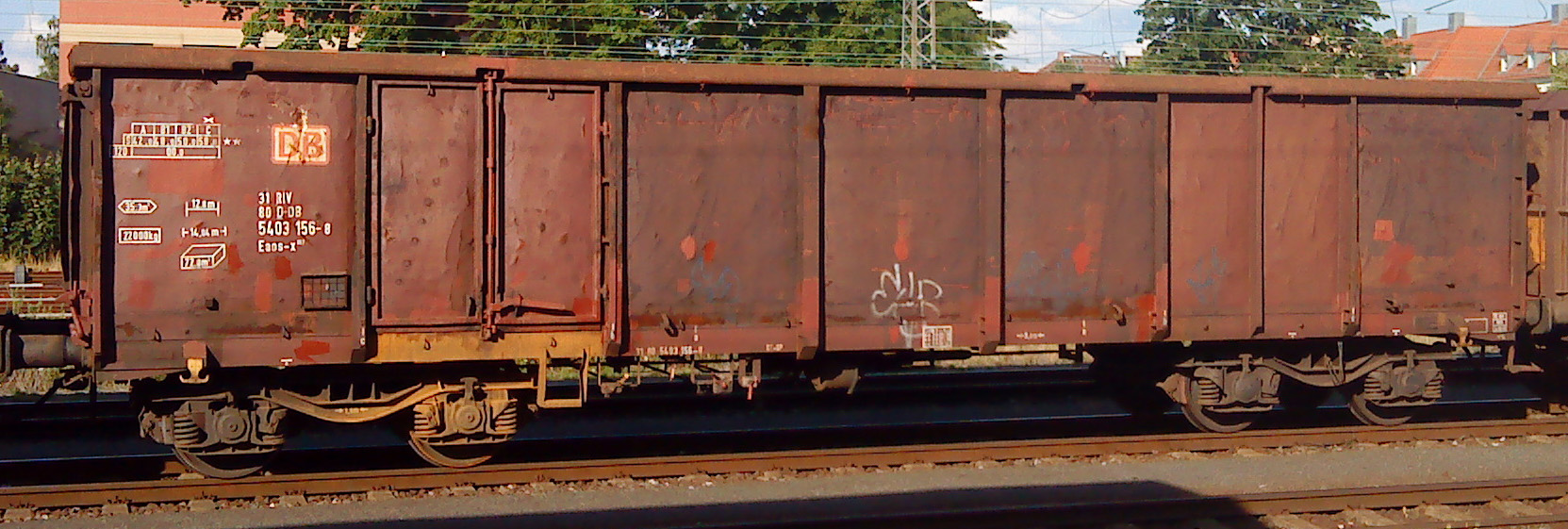
Diese von ANF-Industrie für die DR gebauten Eas-Wagen wurden bei der DB zunächst zu Eas^{066} und nach Umbau (u. a. wurden zwei Türen und die Kopfklappen verschweißt) zu Eaos-x^{057}.

(4) mit/ohne Feststellbremse

#### Neue Bauarten
Die in den 1980er Jahren gebauten Eas-Wagen entsprechen einschließlich des Drehzapfenabstands von 9 m weitgehend den UIC-Standardwagen. Durch einige Charakteristika lässt sich oft die Herkunft erkennen. Darüber hinaus bestehen weitere Detailunterschiede, auf deren vollständige Wiedergabe in der Tabelle aber verzichtet wird. Alle Wagen existieren mit und ohne Feststellbremse, und sie gelangten fast vollständig zur DB.
| Dok.-Nr.     | Baujahr(e) | Hersteller                 | Besonderheiten                                                | GSNR | Bestand 31. Dezember 1993 | DB-Bauartnummer ab 1994 |
| ------------ | ---------- | -------------------------- | ------------------------------------------------------------- | ---- | ------------------------- | ----------------------- |
| 5334         | 1980/81    | ANF-Industrie (Frankreich) | 2 Kastenstreben(1)                                            | 5971 | 2.979                     | 066                     |
| 5335         | 1981       | Waggonbau Niesky           | 4 Kastenstreben(1)                                            | 5968 | 298                       | 067                     |
| 5338         | 1986       | ANF-Industrie (Frankreich) | 2 Kastenstreben(1)                                            | 5949 | 447                       | 066                     |
| 5339/5340(2) | 1958–1960  | CAF (Spanien)              | 2 Kastenstreben(1), größerer Türabstand (7,21 m statt 7,00 m) | 5947 | 100                       | 068                     |
| 5343         | 1986       | UV Arad (Rumänien)         | 1,70 m länger – Drehgestellabstand 10,70 m, Pressblechtüren   | 5948 | 101                       | 069                     |
| 5349         | 1990       | Waggonbau Niesky           | 4 Kastenstreben(1)                                            | 5946 | 125                       | 074                     |
| 5383         | 1986       | UV Arad (Rumänien)         | 2 Kastenstreben(1), Pressblechtüren                           | 5969 | 770                       | 073                     |

(1) senkrechte Kastenstreben zwischen den Seitenwandtüren

(2) ohne/mit Feststellbremse

### Offene Wagen mit Schwerkraftentladung

#### Offene Trichterwagen für den Gleisbau (Schotterwagen)
Zweiachsige Schotterwagen waren bereits ab den 1920er Jahren entwickelt worden (Talbot-Schotterwagen). Sie wurden bei der DR durch neu gebaute Drehgestellwagen abgelöst. Diese waren als Dienstgüterwagen unter der Gattung Fac eingestellt und, da nicht für den Einsatz in Güterzügen vorgesehen, nur für 80 km/h Höchstgeschwindigkeit ausgelegt. Zwischen 1963 und 1967 wurden insgesamt 600 Wagen der Dok.-Nrn. 0860, 5425 und 5426 von verschiedenen Herstellern geliefert, die sich nur in wenigen Details unterschieden.
Die Grundkonstruktion ähnelte der in Niesky gebauten Klappdeckelwagen (s. u.). Der Wagenkasten hatte die Form eines Trichters. Der darunter befindliche sattelförmige Wagenboden (Neigung 45°) verfügte über zwei obere und zwei untere Entladeöffnungen an jeder Wagenseite. Diese konnten durch Handhebel, die über Wellen und Gelenke mit Wölbschiebern verbunden waren, verschlossen und geöffnet werden. Zusätzlich verfügten die Waggons über ein spezielles Anbaugerät (Schotterverteiler), mit dem die gleichmäßige Verteilung des Schotters im Gleisbett erreicht wurde. Die Arbeitsgeschwindigkeit beim Einschottern betrug 5 km/h.

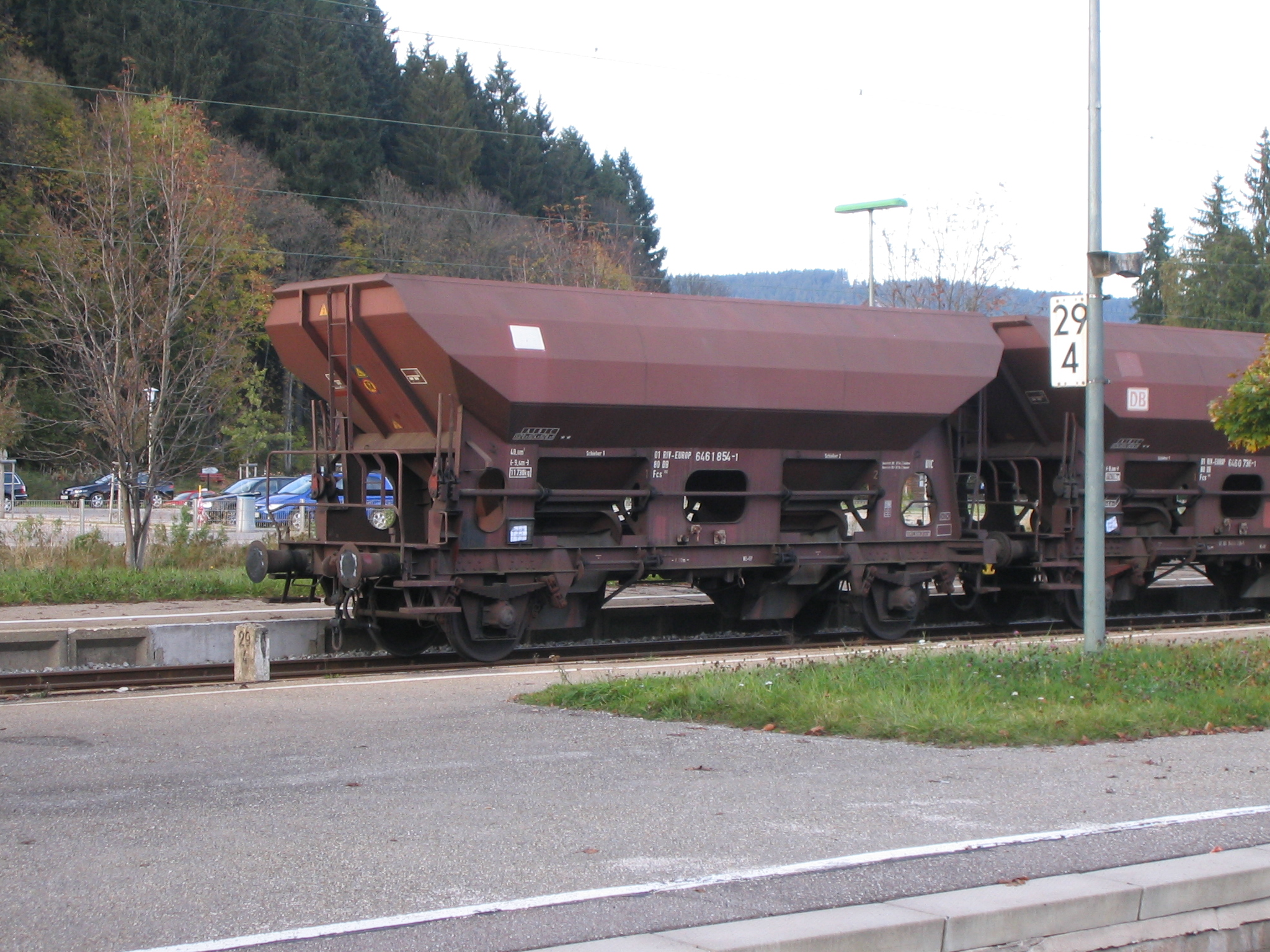
Vorbild für den Fcs der Dok.-Nr. 5200: Fcs^{090} der DB (hier bereits mit GP-Wechsel als Fcs^{092})

#### Offene Trichterwagen für den Einzelwagenverkehr
Für den Transport von Braunkohlebriketts und anderen nässeunempfindlichen Schüttgütern im Einzelwagenverkehr begann die DR 1968 mit dem Aufbau eines umfangreichen Parks offener Wagen mit dosierbarer, hochliegender Schwerkraftentladung. Ihre Entladevorrichtung unterscheidet sich von der der Schotterwagen. Ursprünglich waren die Fahrzeuge als Regelbauart, ab 1980 als Sonderbauart eingestuft, was mehrmalige Umzeichnungen zur Folge hatte. In der Tabelle sind die Bezeichnungen gegenübergestellt:

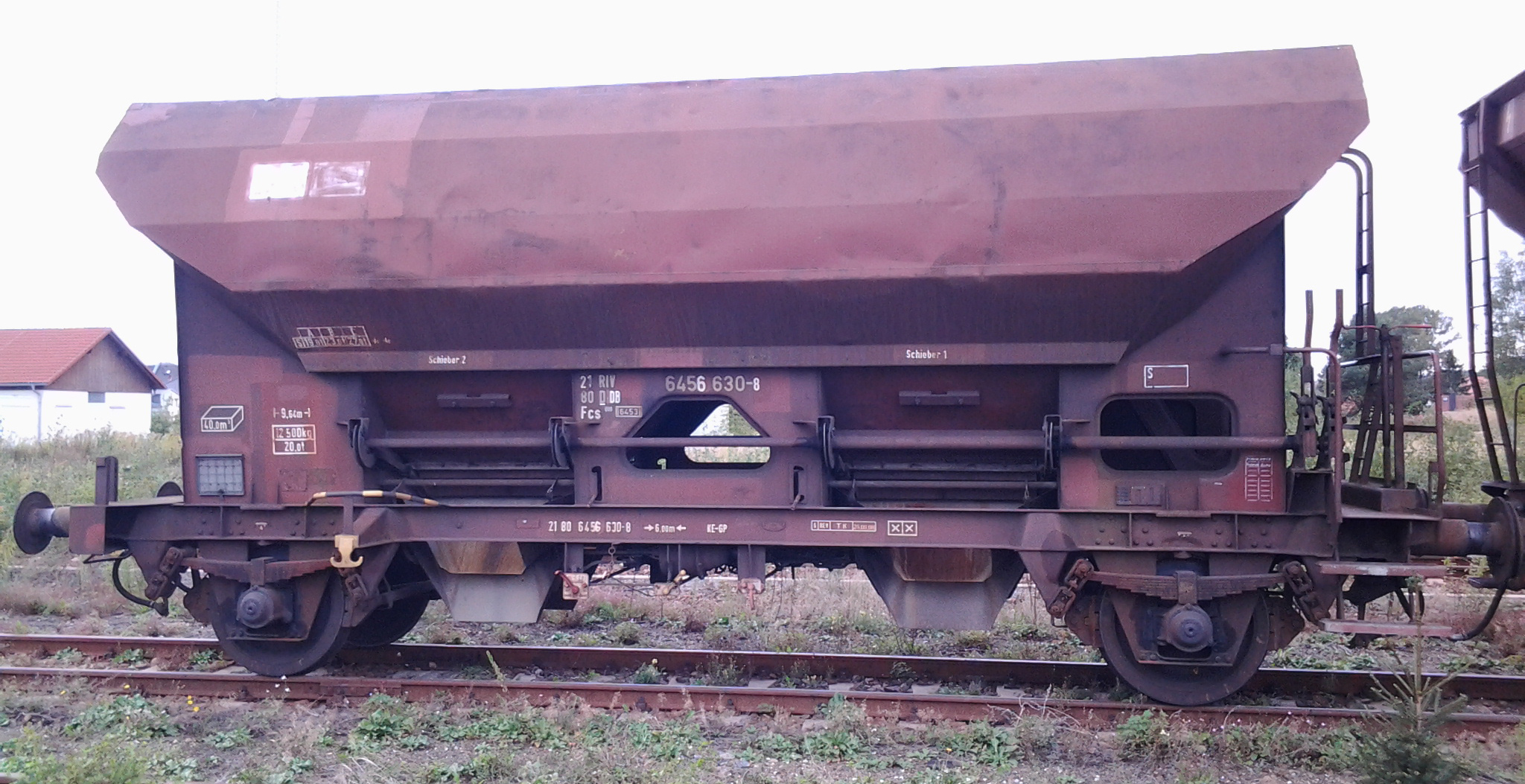
Offner Wagen der Dok.-Nr. 5201, hier nach DB-Übernahme als Fcs^{088}

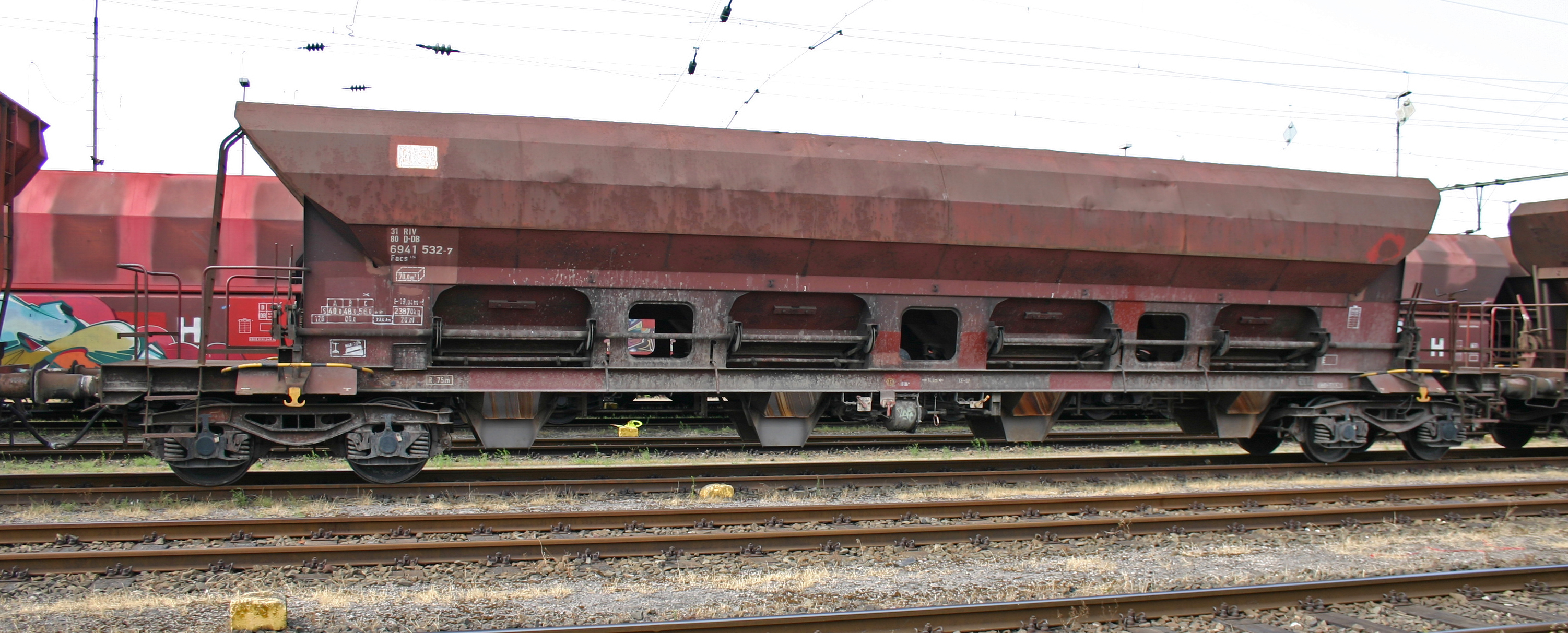
Offener Wagen der Dok.-Nr. 5429/5430, hier nach DB-Übernahme als Facs^{124}

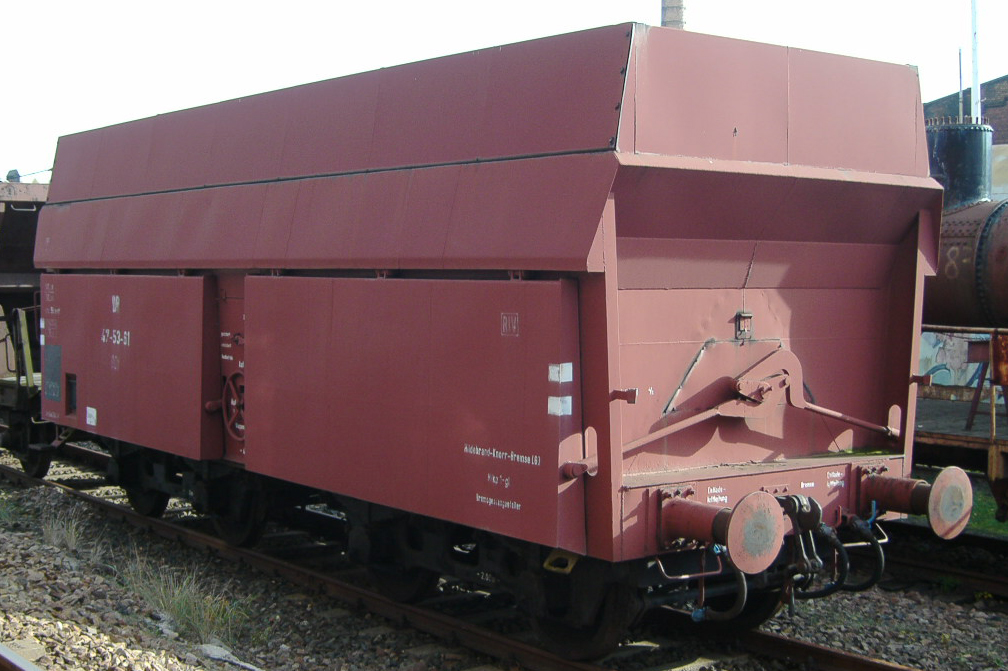
Offener Wagen der Dok.-Nr. 0756, nachträglich mit Aufsätzen zur Vergrößerung des Laderaums versehen

| Baujahre  | Hersteller                 | Dok.-Nr. | Eigenschaften                                                                     | Anzahl | erste UIC-Bezeichnung | erste UIC-Bezeichnung | Bezeichnung ab 1980 | Bezeichnung ab 1980 | Bezeichnung ab 1980 | DB-Bauartnummer ab 1994 |
| Baujahre  | Hersteller                 | Dok.-Nr. | Eigenschaften                                                                     | Anzahl | Gattung               | Wagennummer           | Gattung             | Wagennummer         | GSNR                | DB-Bauartnummer ab 1994 |
| --------- | -------------------------- | -------- | --------------------------------------------------------------------------------- | ------ | --------------------- | --------------------- | ------------------- | ------------------- | ------------------- | ----------------------- |
| 1968/69   | Waggon Union Berlin        | 5200     | zweiachsig, mit und ohne Handbremse, Nachbau des Fcs090 der DB                    | 1.375  | Eds-u                 | 550 0000 ff.          | Fcs                 | 645 0000 ff.        | 6450                | 084                     |
| 1971/72   | ANF-Industrie (Frankreich) | 5201     | zweiachsig, mit und ohne Handbremse, trapezförmiger Ausschnitt im Seitenwandblech | 3.950  | Eds-u                 | 550 1500 ff.          | Fcs                 | 645 3500 ff.        | 6453                | 088                     |
| 1978–1980 | ANF-Industrie (Frankreich) | 5429     | vierachsig, ohne Handbremse                                                       | 1.450  | Eads-u                | 597 0000 ff.          | Facs                | 694 0000 ff.        | 6941                | 124                     |
| 1978–1980 | ANF-Industrie (Frankreich) | 5430     | vierachsig, mit Handbremse                                                        | 1.450  | Eads-u                | 597 0000 ff.          | Facs                | 694 1000 ff.        | 6941                | 124                     |

#### Offene Sattelwagen
Offene Güterwagen mit sattelförmigem Wagenboden und schlagartiger Schwerkraftentladung wurden in Deutschland bereits seit den 1930er Jahren für den Transport von Kohle und Eisenerz eingesetzt. Für die Deutsche Reichsbahn waren sie angesichts des großen Transportbedarfs – Braunkohle war der wichtigste Energieträger der DDR und jahrelang das nach Gewicht meisttransportierte Gut der DR – von großer Bedeutung. Sie wurden deshalb kontinuierlich in großen Stückzahlen beschafft.
Die ersten 20 Wagen (Waggonbau Gotha 1952/53, Dok.-Nr. 0756) mit einem Laderaum von ursprünglich nur 30 m³ waren eine Weiterentwicklung der Reichswerke-Erzwagen.
Von 1955 bis 1970 lieferten die Waggonbaubetriebe in Niesky und Gotha insgesamt 1200 Wagen auf einem einheitlichen, 11,50 m langen Untergestell mit 65 bis 69 m³ Laderaum (Dok.-Nrn. 0754, 0756 und 0846).
Im gleichen Zeitraum importierte man zusätzlich folgende Sattelwagen:
- 602 Stück der Dok.-Nr. 0755 aus Ostrowiec Świętokrzyski mit einem sehr langen und niedrigen Wagenkasten,
- 398 Stück der Dok.-Nr. 0758 von UV Arad (Rumänien) einer alten Konstruktion mit Wagenkästen ähnlich der Regelbauart, sowie
- 680 Stück der Dok.-Nr. 0848 von der Waggonfabrik Konstal in Chorzów bereits auf UIC-Vereinheitlichungsmerkmalen basierend mit 75 m³ Laderaum.

Nach kurzer Beschaffungspause trat UV Arad ab 1976 als alleiniger Lieferant in Erscheinung. Wie schon bei den Waggons von Konstal fand ein Untergestell mit einem Drehzapfenabstand von 7,20 m Verwendung, ebenfalls betrug die Länge über Puffer 13,25 m (ohne Handbremse) bzw. 13,50 m (mit Handbremse). Die beiden späten Lieferserien unterscheiden sich geringfügig unter anderem in der Form der Wagenkästen, woraus die unterschiedlichen Ladevolumina resultieren. Alle Typen sind noch im Einsatz:
- Dok.-Nr. 5428 mit 75 m³ Laderaum, Wagenkasten identisch mit Dok.-Nr. 0848, 1150 Stück gebaut ab 1976, heute als Fals164,
- Dok.-Nr. 5431 mit 83 m³ Laderaum, 456 Stück gebaut ab 1987, heute Falns165, sowie
- Dok.-Nr. 5438 mit 78 m³ Laderaum, 74 Stück gebaut ab 1989, heute Falns166.

### Seitenkippbare Wagen
Die Zweiseitenkipper blieben aufgrund ihres speziellen Einsatzgebiets – dem Transport nässeunempfindlichen Schüttguts von und zu Großbaustellen – eine Randerscheinung in der DDR. Die ersten 30 Wagen (Dok.-Nr. 0858) mit 40° Kippneigung je Seite, 1951/52 vom Waggonbau Bautzen geliefert, wurden beim Bau des Berliner Außenrings gebraucht. Weitere 40 ähnliche Wagen (Dok.-Nr. 0858) lieferte 1959/60 Vagonka Tatra Studénka. Beide bekamen die Gattung Fakk und die GSNR 6731. Die modernste, 100 Stück umfassende Serie (Dok.-Nr. 5432) mit einer Kippneigung von 45° kamen 1982 von Etablissements Arbel. Bei der DR waren sie als Gattung Fakks mit der GSNR 6781 eingeordnet, die DB übernahm sie als Fakks127.

## Wagen mit öffnungsfähigem Dach
Diese Wagen dienen überwiegend dem Transport nässeempfindlicher Schüttgüter. Nach Möglichkeit wurden stets die gleichen Stoffe transportiert, um den Reinigungsaufwand zu minimieren. Alle ab 1975 gebauten Wagen mit öffnungsfähigem Dach für Schüttgüter verfügten über eine Innenbeschichtung und trugen dafür den Kennbuchstaben -y. Ab 1988 wurden für alle T-Wagen die Wagennummern und GSNR geändert (erste Ziffer 0 statt 5), auf die Wiedergabe der neuen Nummern wird im gesamten Artikel verzichtet.

### Wagen mit öffnungsfähigem Dach und ebenem Wagenboden
Die DR unterhielt einen großen Park an Klappdeckelwagen für den Transport von Kalisalz und anderen Düngemitteln sowie Kalk. Alle bekamen 1968 die UIC-Bezeichnung T-v, weil die Entladung nicht mit Kran, sondern nur durch die Seitentüren möglich war. 1980 entfiel der Kennbuchstabe v, dafür wurde der Kennbuchstabe m für eine Ladelänge unter 9 m ergänzt.
Die ersten Klappdeckelwagen (Dok.-Nr. 0678) mit 21 t Lademasse wurden ab 1952 gebaut. Sie hatten ein Untergestell mit 6 m Achsstand. Die meisten hatten ein längsseitiges ebenes Sprengwerk (wie die Reko-Wagen aus den ehemaligen Ommu Klagenfurt, s. o.), einige auch ein räumliches Sprengwerk (wie beim Ommu Villach). Der Nummernbereich 560 0200 – 560 0999 ließ Platz für 800 Fahrzeuge. Die GSNR lautete 5600.
Daneben wurden in größerer Zahl (maximal 2000 Fahrzeuge im Nummernbereich 560 1000 – 560 2999) Behelfskaliwagen aus ehemaligen Ommu Villach hergerichtet.
Völlig neu konstruiert und an den gewölbten Seitenwänden mit zwei Türen je Seite auf den ersten Blick zu erkennen sind die Klappdeckelwagen ab dem Baujahr 1957 (Dok.-Nr. 0685). Sie kamen aus der Gothaer Waggonfabrik und dem Waggonbau Niesky und zeichnen sich durch eine Lademasse von 27 t aus. Der Achsstand betrug nur noch 4,85 m. Der Nummernkreis 560 3xxx umfasste maximal 1000 Exemplare. Sie erhielten die GSNR 5605.
Daran angelehnt, jedoch mit 5,70 m Achsstand und nur einer Tür je Seite, entstanden ab 1962 in der Gothaer Waggonfabrik auch Schwenkdachwagen (Dok.-Nr. 0639). Da sie mit Kran entladbar waren, lautete die Gattungsbezeichnung zunächst T, ab 1980 dann Tm. Der Verwendungszweck erweiterte sich gegenüber den Klappdeckelwagen um nässeempfindliches Stückgut. Der Nummernbereich 560 4xxx umfasste maximal 1000 Exemplare. Sie erhielten die GSNR 5606.
Ein Teil der Klappdeckelwagen (Dok.-Nr. 0685) und Schwenkdachwagen (Dok.-Nr. 0639) wurde das Dach entfernt und die Stirnwände auf die Höhe der Seitenwände gekürzt. Sie waren dann als offene Güterwagen der Sonderbauart mit der Gattungsbezeichnung F im Einsatz.
Schwenkdachwagen für den Transport nässeempfindlichen und sperrigen Stückguts kamen 1971/72 aus dem Raw Leipzig und 1981 von der Waggon Union Siegen. Sie basieren auf den Gbs-Wagen entstanden und entstanden parallel zu diesen; deshalb werden sie in der entsprechenden Tabelle (s. o.) mit aufgeführt.

### Wagen mit öffnungsfähigem Dach und Schwerkraftentladung

#### Trichterwagen mit Klappdeckeln für den Baustofftransport
Für den Transport von Kalk und Gips wurden spezielle vierachsige Klappdeckelwagen mit trichterförmigem Wagenkasten (Laderaum 25 m³) und sattelförmigem Wagenboden (Neigung 55°) im Waggonbau Niesky hergestellt. Die Entladung erfolgte schlagartig beidseits tiefliegend, vorzugsweise in Tiefbunker. Die erste Serie kam 1957 (Dok.-Nr. 0857), die zweite – mit etwas längerem Untergestell – 1961 (Dok.-Nr. 0859). Die deutsche Wagengattung lautete KKt, die UIC-Bezeichnung Tad änderte sich 1980 in Takkll.

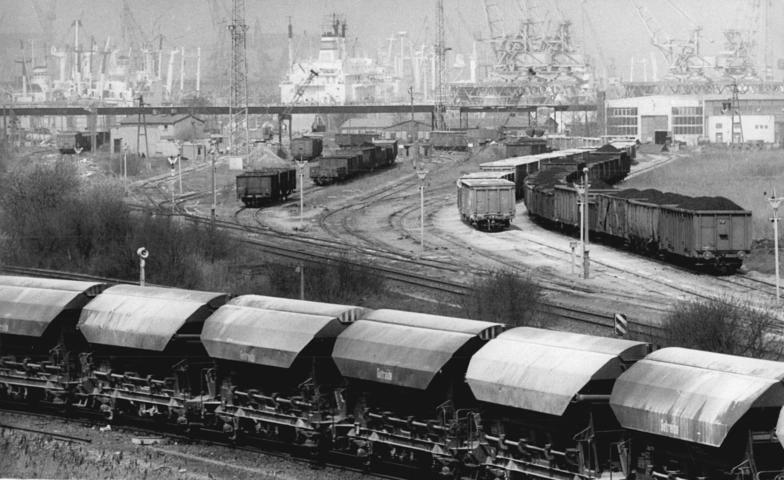
Überseehafen Rostock, vorn: Zug mit Td(g)s(-y)-Wagen

#### Trichterwagen mit Schwenkdach für den Einzelwagenverkehr
Analog zu den offenen Trichterwagen wurden ab 1971 auch solche mit Schwenkdach für nässeempfindliches Schüttgut in großer Zahl beschafft. Wiederum mussten bis auf eine kleine Serie aus Niesky alle Wagen importiert werden. Obwohl die Wagen mit ihrer dosierbaren, hochliegenden Entladeeinrichtung für den Einzelwagenverkehr geeignet waren, kamen sie oft in Ganzzügen zum Einsatz.
Die Waggons mit dem Kennbuchstaben g (bei denen der Innenanstrich immer lebensmittelecht sein muss) sind ausschließlich dem Lebensmitteltransport vorbehalten. Typische Güter sind landwirtschaftliche Produkte wie Getreide und Futtermittel. Die übrigen Wagen dienen zum Transport verschiedener nässeempfindlicher Rohstoffe wie Dolomit, Kalisalz, Steinsalz sowie Produkte der chemischen Industrie wie Düngemittel, Schwefel, Harnstoff und Branntkalk.
| Baujahre  | Hersteller                                              | Dok.-Nr.                | Eigenschaften                                                                                              | Anzahl   | Gattung | Wagennummer                      | GSNR             | DB-Bauartnummer ab 1994 |
| --------- | ------------------------------------------------------- | ----------------------- | --- | -------- | ------- | -------------------------------- | ---------------- | ----------------------- |
| 1971/72   | Etablissements Arbel                                    | 4551                    | zweiachsig, mit Handbremse, Laderaum 38 m³, ohne Innenbeschichtung                                         | 1.860    | Tds     | 573 0000 ff.                     | 5730             | 935                     |
| 1971/72   | Etablissements Arbel                                    | 4551                    | zweiachsig, mit Handbremse, Laderaum 38 m³, ohne Innenbeschichtung                                         | 2.040    | Tdgs    | 573 0000 ff.                     | 5740             | 937                     |
| 1975–1979 | Etablissements Arbel(1) und ANF-Industrie(2)            | 4552/4553(1,3), 4554(2) | zweiachsig, mit und ohne Handbremse, Laderaum 38 m³, Innenbeschichtung                                     | 1350 (4) | Tds-y   | 573 4020 ff.(1), 573 5020 ff.(2) | 5735             | 936                     |
| 1975–1979 | Etablissements Arbel(1) und ANF-Industrie(2)            | 4552/4553(1,3), 4554(2) | zweiachsig, mit und ohne Handbremse, Laderaum 38 m³, lebensmittelechte Innenbeschichtung                   | 700      | Tdgs-y  | 573 4020 ff.(1), 573 5020 ff.(2) | 5745             | 938                     |
| 1978/80   | Waggonbau Niesky                                        | 4556                    | zweiachsig, ohne Handbremse, Laderaum 38 m³, Innenbeschichtung                                             | 246      | Tds-y   | 573 6070 ff.                     | 5737             | 939                     |
| 1978/80   | Waggonbau Niesky                                        | 4556                    | zweiachsig, ohne Handbremse, Laderaum 38 m³, lebensmittelechte Innenbeschichtung                           | 24       | Tdgs-y  | 573 6070 ff.                     | 5747             | 939                     |
| 1976      | Etablissements Arbel                                    | 4579/4580(3)            | vierachsig, mit und ohne Handbremse, Laderaum 66,5 m³, Innenbeschichtung (7)                               | 1500     | Tds-y   | 583 5000 ff.                     | 5834             | 958                     |
| 1978/79   | Etablissements Arbel                                    | 4582/4583(3)            | vierachsig, mit und ohne Handbremse, Laderaum 66,5 m³, überwiegend lebensmittelechte Innenbeschichtung (7) | 1500     | Tads-y  | 584 4500 ff.                     | 5834             | 958                     |
| 1978/79   | Etablissements Arbel                                    | 4582/4583(3)            | vierachsig, mit und ohne Handbremse, Laderaum 66,5 m³, überwiegend lebensmittelechte Innenbeschichtung (7) | 1500     | Tadgs-y | 584 4500 ff.                     | 5844             | 958                     |
| 1985/86   | La Brugeoise et Nivelles(5) und Etablissements Arbel(6) | 4585                    | vierachsig, mit und ohne Handbremse, Laderaum 82,5 m³, lebensmittelechte Innenbeschichtung                 | 500      | Tadgs-y | 582 3000 ff.                     | 5823(5), 5824(6) | 957                     |

(1) Arbel: zugehörige Dok.- und Wagennummern

(2) ANF: zugehörige Dok.- und Wagennummern

(3) ohne/mit Handbremse

(4) Angabe nicht belegt, dies ist die maximale Anzahl errechnet aus der Größe des Nummernbereichs

(5) Arbel: zugehörige GSNR

(6) ANF: zugehörige GSNR

(7) Wagenkasten identisch mit Eads-u von ANF, Dok.-Nr. 5429/5430 (s. o.)

#### Sattelwagen mit Schwenkdach
Speziell für den Transport von Steinsalz zwischen dem Bernburg (Saale) und den Buna-Werken importierte man 1978/79 vierachsige Schwenkdachwagen mit 56 m³ Laderaum und Innenbeschichtung von Arbel, welche konstruktiv an die offenen Sattelwagen angelehnt waren. Der sattelförmige Wagenboden mit 60° Neigung ermöglichte eine schlagartige, beidseits hochliegende Entladung mit etwa 300 t je Stunde. Die 65 Wagen mit der Dok.-Nr. 4581 und der GSNR 5667 liefen ursprünglich unter der Bezeichnung Tads-y, ab 1980 unter Tal-y.

## Kühlwagen
Innerhalb des RGW war die DDR für die Herstellung von Kühlwagen zuständig. Dies versetzte die DR in die Lage, einen homogenen Wagenpark aus der Produktion heimischer Waggonfabriken zu erwerben.
Die meisten Fahrzeuge waren Eiskühlwagen. Sie besaßen Ladeluken für das Eis an den Stirnseiten und (mit einer Ausnahme) an jeder Langseite eine Laderaumtür. Lediglich der modernste, ab 1975 gebaute EK4 erhielt zwei Laderaumtüren je Seite. Die Serien der EK2 und EK4 unterscheiden sich untereinander optisch durch die verwendeten Bleche, technisch unter anderem durch immer weiter verbesserte Isolation sowie geringfügig in den Abmessungen.
| Baujahre      | Typ(1) | Hersteller               | Seitenbleche | Dok.-Nr.   | Eigenschaften                                                            | Anzahl           | Wagennummer(2)                |
| ------------- | ------ | ------------------------ | ------------ | ---------- | ------------------------------------------------------------------------ | ---------------- | ----------------------------- |
| 1954 und 1956 | EK4    | Waggonbau Niesky(3)      | 6 Sicken     | 0682       | für Fleisch, mit Handbremse                                              | 400(4), 300(4,5) | 837 4000 ff., 837 5000 ff.(5) |
| 1959–1960     | EK2    | Waggonbau Niesky         | 6 Sicken     | 0686       | für Fleisch, mit Handbremse                                              | 500(4,6), 300(4) | 806 3000 ff.(6), 806 4000 ff. |
| 1961          | EK4    | Waggonbaubetrieb der DDR | 16 Sicken    | 0645       | für temperaturempfindliche Güter, mit Feststellbremse                    | 100(4)           | 835 5000 ff.                  |
| 1966–1970     | EK2    | Gothaer Waggonfabrik     | 9 Sicken     | 4625       | für Seefische, mit Handbremse                                            | 86(4)            | 802 5000 ff.                  |
| 1966–1970     | EK2    | Gothaer Waggonfabrik     | 9 Sicken     | 4627       | für Seefische, mit Feststellbremse                                       | 164(4)           | 802 5086 ff.                  |
| 1966–1970     | EK2    | Gothaer Waggonfabrik     | 9 Sicken     | 4626       | für Fleisch                                                              |                  | 814 4001 ff.                  |
| 1966–1970     | EK2    | Gothaer Waggonfabrik     | 9 Sicken     | 4628, 4629 | für Fleisch, mit Handbremse                                              | 300(4)           | 822 6000 ff.                  |
| 1975          | EK4    | Waggonbaubetrieb der DDR | 16 Sicken    | 4677       | mit Feststellbremse, zwei Laderaumtüren je Seite                         |                  | 835 0001 ff.                  |
| 1986–…        | EK2    | Waggonbau Dessau         | 16 Sicken    | 4631       | für leichtverderbliche Güter außer Fleisch, mit und ohne Feststellbremse | 526              | 836 6000 ff.                  |

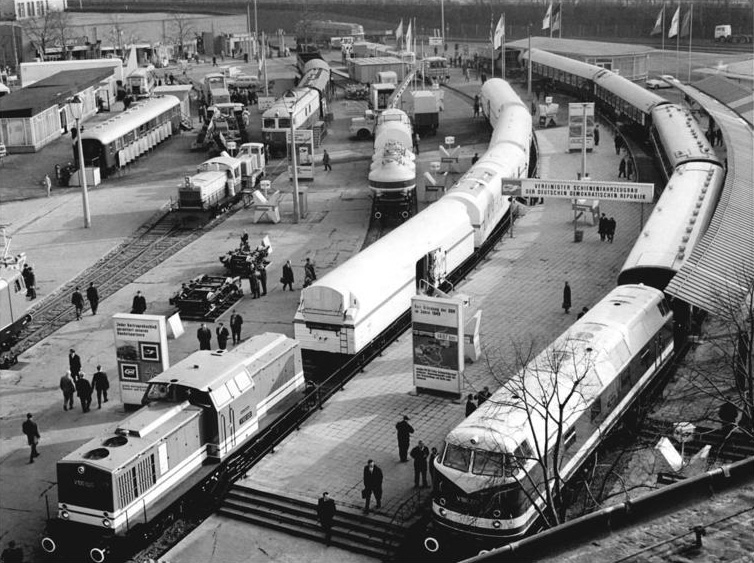
Kühlzug aus Dessau auf der Leipziger Messe

(1) EK2 = zweiachsiger Eiskühlwagen, EK4 = vierachsiger Eiskühlwagen

(2) Wagennummern ab den frühen 1970er; in der DV 939 von 1963 sind teilweise andere Nummernbereiche angegeben

(3) Laut www.kuehlwaggon.de wurden 210 Stück (dieses?) EK4 in Dessau gebaut, hierzu fehlen weitere Belege.

(4) Angabe nicht belegt, dies ist die maximale Anzahl errechnet aus der Größe des Nummernbereichs

(5) Nummernbereich 837 5000 – 837 5299 mit Dampfheizleitung

(6) Nummernbereich 806 3000 – 806 3499 auch mit elektrischer Heizleitung
Analog zu den vierachsigen Eiskühlwagen (EK4) wurden im Waggonbau Dessau vierachsige Maschinenkühlwagen (MK4) gebaut. Diese verkehrten in der Regel mit Mannschafts- und Generatorwagen als komplette Kühlzüge. Eine umfangreiche Darstellung dieser Kühlzüge findet sich auf www.kuehlwaggon.de.

## Behälterwagen
Die Einteilung dieser Gruppe erfolgt nach Behältertypen und den daraus resultierenden Verwendungsmöglichkeiten. 1980 wurden die Kesselwagen ausgegliedert und als eigene Gattung Z geführt, womit sich auch Wagennummer und GSNR änderten.
Anders als heute waren die meisten Normalkesselwagen Eigentum der Bahnverwaltung und wurden freizügig eingesetzt. Nur Behälterwagen, die für spezielles Ladegut verwendet wurden, befanden sich im Eigentum von Betrieben – erkennbar an der mit „0“ beginnenden Wagennummer. Einige wechselten im Lauf der Jahre ihren Status, sodass Wagennummern mit „7“ als auch mit „0“ existierten. Hinzu kommt, dass die Wagennummern mehrfach geändert wurden, sodass deren vollständige Darstellung den Rahmen dieses Kapitels sprengen würde.

### Typen 0, I und II: Normalkesselwagen
Typ-0-Kesselwagen waren für Transport von Vergaser- und Dieselkraftstoff sowie Petroleum vorgesehen. Sie werden oft als Mineralölkesselwagen bezeichnet. Das Einsatzspektrum des Typs I ist weiter und umfasst auch verschiedene Öle, die bei Umgebungstemperatur entladen werden können. Die Unterscheidung der Behältertypen 0 und I wurde ab 1965 auch in der modifizierten deutschen Gattungsbezeichnung berücksichtigt, als man das Nebengattungzeichen w neu als „nur für Treibstoffe“ definierte. Dieses w fand von 1968 bis 1979 auch als nationaler Kennbuchstabe im UIC-Bauart-Bezeichnungssystem für Güterwagen Verwendung. Seit 1980 ließen sich die Behältertypen 0 und I nicht mehr per Kennbuchstaben auseinanderhalten.
Beheizbare Kesselwagen transportieren dickflüssige Öle und teerartige Stoffe, welche bei Umgebungstemperatur fest sind. Jene ohne Isolierung sind leicht am Heizungsanschluss am Nichtbremsende zu erkennen. Ihre weitere Unterteilung in IIa, b und c berücksichtigt verschiedene Bauformen der Heizeinrichtung. Kesselwagen des Behältertyps IId mit Heizung und Isolierung sind darüber hinaus für zähe Stoffe wie Pech und Bitumen geeignet.
Der Bau zweiachsiger Normalkesselwagen begann 1955 im Waggonbau Niesky auf dem geschweißten Einheitsuntergestell aus den 1930er Jahren mit 4,5 m Achsstand, jedoch mit Doppelschaken:
- Typ IId (16 m³), 1955/56, Dok.-Nr. 8026, Gattung Uh.

Später wurde es von einem Untergestell mit 4,85 m Achsstand abgelöst, welches u. a. die Basis für folgende Wagen bildete:
- Typ 0 (31,5 m³) Gattung Uh-w – ab 1961 (Dok.-Nr. 8005) und Waggonfabrik Altenburg 1970/71 (Dok.-Nr. 8022)
- Typ IIc (16,8 m³) Raw Jena 1961–1967, Dok.-Nr. 8006, Gattung Uh
- Typ IId (20 m³) Raw Jena 1965/66, Dok.-Nr. 8023, Gattung Uh.

In den 1970er Jahren konzentrierte man die Produktion zweiachsiger Kesselwagen im Raw Leipzig:
- Typ 0/I (29,8 m³), Baujahr 1973, Uhs-w (Dok.-Nr. 8025);
- Typ I (24 m³) Baujahre 1976–1978 (Dok.-Nr. 8030);
- Typ IId (18,5 m³) Baujahr 1971, Uhk (Dok.-Nr. 8024).

Hier entstand 1976 auch eine Serie auf einem neuen Untergestell mit 6 m Achsstand, welches für einen ruhigeren Lauf sorgen und den Einbau der automatischen Kupplung ermöglichen sollte:
- Typ 0 (35 m³), Uhs-w (Dok.-Nr. 8028).

Die ersten, in Niesky gebauten Vierachser orientierten sich an den früheren Kesselwagen der Uerdinger Bauart, allerdings mit geringen Maßabweichungen und kleinerem Kessel. Ähnlich dimensioniert waren die Wagen der späten 1950er und frühen 1960er Jahre aus Osteuropa, deutlich größer erst jene der zweiten Serie von Tatra. Einige von diesen gelangten 1994 zur DB, da mit ihnen der Treibstoff der Russischen Armee beim Abzug aus Deutschland transportiert wurde. Insgesamt wurden bemerkenswert viele Kesselwagen importiert, darunter alle Vierachser mit Heizung. Im Vergleich zu anderen Wagengattungen kamen besonders viele Importe aus Westeuropa. Dies begann schon 1961 mit isolierten Waggons aus Belgien. Stückzahlmäßig führender Lieferant an modernen Typen war mit über 2000 Stück die Société Franco-Belge. Von ihr erhielt die DR auch ihre modernsten und größten Mineralölkesselwagen, welche später von Vermietern wie VTG oder Ermewa übernommen wurden.
| Baujahre  | Hersteller                   | Gattung vor 1980 | Dok.-Nr. | Behältertypen 0, I: ohne Heizung | Behältertypen 0, I: ohne Heizung | Behältertypen IIa, IIc, IId: mit Heizung | Behältertypen IIa, IIc, IId: mit Heizung | Bemerkungen |
| Baujahre  | Hersteller                   | Gattung vor 1980 | Dok.-Nr. | Typ                              | Vol.                             | Typ                                      | Vol.                                     | Bemerkungen |
| --------- | ---------------------------- | ---------------- | -------- | -------------------------------- | -------------------------------- | ---------------------------------------- | ---------------------------------------- | --- |
| 1955      | Waggonbau Niesky             | Uah              | 8101     | I                                | 50 m³                            |                                          |                                          | Niesky-Drehgestelle |
| 1957/58   | Waggonfabrik Bukarest        | Uah(-w)          | 8240     | 0;I                              | 50 m³                            | IIa                                      | 48 m³                                    | ursprünglich freitragender Behälter und gegossene Diamond-Drehgestelle; vermutlich 1967–1972 Umbau im Raw Leipzig: Außenlangträger ergänzt, Niesky-Drehgestelle (Kesseltyp I – Dok.-Nr. 8241) |
| 1959/60   | Waggonfabrik Bukarest        | Uah(-w)          | 8102     | 0                                | 50 m³                            | IIa;IIc                                  | 48 m³                                    | Niesky-Drehgestelle |
| 1959/60   | Waggonfabrik Bukarest        | Uah(-w)          | 8103     | I                                | 50 m³                            | IIa;IIc                                  | 48 m³                                    | Niesky-Drehgestelle, kleinerer min. Gleisbogenhalbmesser als Vorgänger, mit Heizung gebaut bis 1962                                                                                           |
| 1966      | Waggonfabrik Bukarest        | Uah(-w)          | 8104     |                                  |                                  | IId                                      | 48 m³                                    | Niesky-Drehgestelle |
| 1960      | Československé vagónky Tatra | Uah(-w)          | 8224     |                                  |                                  | IIa                                      | 48 m³                                    | Niesky-Drehgestelle; Ende 1990: noch etwa 85 Stück mit kleinem Kessel und 900 Stück mit großem Kessel (GSNR unbeheizt 7550 / beheizt 7781)                                                    |
| 1963/64   | Československé vagónky Tatra | Uah(-w)          | 8235     | 0                                | 63 m³                            | IIa                                      | 63 m³                                    | Niesky-Drehgestelle; Ende 1990: noch etwa 85 Stück mit kleinem Kessel und 900 Stück mit großem Kessel (GSNR unbeheizt 7550 / beheizt 7781)                                                    |
| 1961      | La Brugeoise et Nivelles     | Uah              | 8112     |                                  |                                  | IId                                      | 50 m³                                    | Ende 1990: 165 Stück / GSNR 7782 |
| 1962–1964 | Raw Jena                     | Uah-w            | 8121     | 0                                | 49 m³                            |                                          |                                          | sowjetischer Behälter auf Untergestell nach Zeichnung 1001 |
| 1968/69   | Waggonbau Kraljevo           | Uahs             | 8113     |                                  |                                  | IId                                      | 48 m³                                    | Niesky-Drehgestelle, ab 1980: GSNR 7582; Ende 1990: 450 Stück |
| 1970/71   | Waggonbau Kraljevo           | Uahs             | 8116     |                                  |                                  | IId                                      | 50 m³                                    | Niesky-Drehgestelle, ab 1980: GSNR 7582; Ende 1990: 450 Stück |
| 1970/71   | Kalmar Verkstad              | Uahs             | 8115     |                                  |                                  | IId                                      | 65 m³                                    | dieser und alle folgenden Wagen mit Y25-Drehgestellen; ab 1980: GSNR 7882; Ende 1990: 241 Stück                                                                                               |
| 1971      | Société Franco-Belge         | Uahs             | 8117     |                                  |                                  | IId                                      | 61,4 m³                                  | Knickkesselwagen; ab 1980: GSNR 7883; Ende 1990: 904 Stück |
| 1975/76   | ANF-Industrie (Frankreich)   | Uahs             | 8114     |                                  |                                  | IIc                                      | 71,82 m³                                 | ursprünglich 600 Stück, Ende 1990: noch 554 Stück ohne Heizung (GSNR 7857) |
| 1975/76   | Waggon Union Siegen          | Uahs             | 8118     |                                  |                                  | IIc                                      | 66,3 m³                                  | ab 1980: GSNR 7887; Ende 1990: 785 Stück, hiervon 458 ohne Heizung (GSNR 7858) |
| 1975/76   | Société Franco-Belge         | Uahs-w           | 8105     | 0                                | 85,1 m³                          |                                          |                                          | ab 1980: GSNR 7850; Ende 1990: 1225 Stück |
| 1975      | Raw Leipzig                  | Uahs-w           | 8106     | 0                                | 83 m³                            |                                          |                                          | ab 1980: GSNR 7850; Ende 1990: 1225 Stück |
| 1978/79   | Société Franco-Belge         | Uahs-w           | 8109     | 0                                | 83 m³                            |                                          |                                          | ab 1980: GSNR 7854; Ende 1990: 590 Stück |
| 1979/80   | ANF-Industrie (Frankreich)   | Uahs             | 8110     |                                  |                                  | IId                                      | 62,8 m³                                  | ab 1980: GSNR 7889; Ende 1990: 148 Stück |
| 1982/83   | Etablissements Arbel         |                  | ?        | 0/I                              | ?                                |                                          |                                          | GSNR 7855; Ende 1990: 70 Stück |
| 1989      | Waggonbau Niesky             |                  | ?        | I                                | ?                                |                                          |                                          | GSNR 7965; Ende 1990: 256 Stück |

### Typen IIIa und IIIb: Spezialkesselwagen mit Stahlkessel
Behälterwagen dieses Typs waren für den Transport von Säuren und Laugen vorgesehen. Unterschieden wurden solche ohne Heizung (Typ IIIa) und mit Heizung (Typ IIIb). Zirka 1000 Stück dürften als Mietwagen bei der DR eingestellt gewesen sein. Die Lieferung erfolgte oft parallel zu den Normalkesselwagen.
Den Anfang machte der Waggonbau Niesky (Dok.-Nr. 8259, Achsstand 4,50 m, mit Heizwanne). La Brugeoise et Nivelles lieferte 1961/62 nicht nur vierachsige mit Heizung (Dok.-Nr. 8111), sondern auch zweiachsige Wagen (ohne Heizung Dok.-Nr. 8301 bzw. mit Heizwanne Dok.-Nr. 8302). Die Raw Jena und Leipzig bauten auf dem bekannten Untergestell mit 4,85 m Achsstand auch Spezialkesselwagen des Typs IIIa ohne Heizung (Dok.-Nr. 8253 bzw. 8257).
Schnelllaufende vierachsige Spezialkesselwagen mit Heizschlangen lieferten in den 1970er und 1980er Jahren die französischen Firmen Fauvet-Girel (Dok.-Nr. 8325, GSNR 7880), Etablissements Arbel (Dok.-Nr. 8327, GSNR 7880) und ANF-Industrie (GSNR 7981).

### Typ IIIc: Spezialkesselwagen mit rostfreiem Stahlkessel
Waggons mit Kessel aus rostfreiem Stahl dienten dem Transport aggressiver Säuren und Laugen sowie Wein und Lösungsmittel.
Gemeinsam mit den Typen IIIa/b importierte man zweiachsige IIIc-Kesselwagen aus Frankreich (La Brugeoise et Nivelles, Dok.-Nr. 8303). Die meisten anderen Zweiachser kamen aus heimischer Produktion. Die Quedlinburger Waggonfabrik, welche 1971 dem Raw Leipzig angegliedert wurde, baute die bekannten Weinkesselwagen mit 4,85 m Achsstand, bei denen die Isolierung unter einem G-Wagen-ähnlichen Wagenkasten steckte (ohne Heizung Dok.-Nr. 8018 bzw. mit Heizwanne Dok.-Nr. 8019). Das Raw Leipzig lieferte schließlich in den 1970er Jahren wenigstens sechs verschiedene Arten von IIIc-Kesselwagen mit und ohne Heizung sowie mit und ohne Isolierung (Dok.-Nummern 8020, 8021, 8258, 8263, 8270, 8272). Den Abschluss der Zweiachser bildete eine Lieferung von 100 Stück durch Etablissements Arbel im Jahr 1983.
Von ANF-Industrie erhielt die DR ab 1983 auch moderne vierachsige Kesselwagen mit Behältertyp IIIc (Dok.-Nummern 8119, 8120 und 8350) in drei verschiedenen Ausführungen:
- 130 Stück ohne Heizung (Zas, GSNR 7849) für Wein und Spiritus,
- 50 Stück mit Heizung und Isolierung (Zaes, GSNR 7849) für Phosphorsäure, Essigsäure, Natriumhydroxid, Lackharz, Dichlormethan, sowie
- 50 Stück mit Heizung und Möglichkeit der Druckluftentladung (Zaces, GSNR 7874) für Dimethoat, Viscomin, Emulgator E 30 (ein Alkanmonosulfonat-Gemisch aus den Leunawerken) und Propylenoxid.

### Typ IIId: Spezialkesselwagen mit ausgekleidetem Kessel (Gummi oder Blei)
Diese Wagen fanden für den Transport aggressiver Säuren und Laugen Verwendung und lösten in einigen Anwendungsbereichen die Topfwagen ab. Unter Verwendung des bekannten Untergestells mit 4,85 m Achsstand wurden sie 1966–1968 im Raw Jena (Dok.-Nummern 8255 – verbleit und 8256 – gummiert) und 1975/76 im Raw Quedlinburg (Dok.-Nr. 8268 – gummiert) gebaut. Längere Fahrzeuge mit 6,40 m Achsstand, größerem Kesselvolumen und Möglichkeit der Druckluftentladung kaufte man von 1979 ANF-Industrie aus Frankreich. In der zeitgenössischen Beschreibung werden folgende Ladegüter genannt:
- gummierte Variante (Dok.-Nr. 8304): Salzsäure, Kieselfluorwasserstoffsäure, Emulgator E 30, Eisenchlorid, Schwefelsäure;
- verbleite Variante (Dok.-Nr. 8305): Schwefelsäure, Eisensulfat, Zinksulfatlauge, Phosphorchlorid.

### Typ IIIe: Topfwagen
Topfwagen, welche bereits seit Jahrzehnten für den Transport aggressiver Ladegüter genutzt wurden, waren für die DR noch bis Ende der 1980er Jahre unverzichtbar. Daher wurden viele ältere Exemplare im Raw Quedlinburg lauf- und bremstechnisch modernisiert (Dok.-Nummern 8391, 8392). In den 1960er Jahren baute man dort zusätzlich noch etwa 300 neue Topfwagen nach (Dok.-Nr. 8394). Hauptsächlich waren sie als Mietgüterwagen für den Transport von Salzsäure eingesetzt.

### Typ IIIf: Spezialkesselwagen mit Aluminiumkessel
Aluminiumkesselwagen mit Heizung dienten dem Transport von Formaldehyd, Pektinen, Essigsäure, technischem Fett, Fettalkohol und Fettsäuren.
Mehrere Betriebe der DDR bauten sie mit 19 m³ Ladevolumen auf dem üblichen Untergestell mit 4,85 Achsstand:
- 1960–1962 die Waggonfabrik Quedlinburg (Dok.-Nr. 8261 mit Isolierung),
- 1964–1968 das Raw Jena (Dok.-Nr. 8252 ohne Isolierung),
- 1967/68 die Waggonfabrik Quedlinburg (Dok.-Nr. 8260 ohne Isolierung), sowie
- 1969/70 die Waggonfabrik Altenburg (Dok.-Nr. 8262 ohne Isolierung).

Das Raw Leipzig, in welchem zwischenzeitlich die Produktion zweiachsiger Kesselwagen konzentriert worden war (vgl. Kapitel Normalkesselwagen), vergrößerte bei den 1973–1975 gebauten Wagen ohne Isolierung das Kesselvolumen auf 26,9 m³ (Dok.-Nr. 8266). Von dieser Bauart ist auch ein Exemplar ohne Heizung belegt (Dok.-Nr. 8265).
Alle diese Wagen wurden später unter der GSNR 7205 zusammengefasst. Dazu kamen zwei Exemplare neuerer Bauart, gebaut 1981 im Raw Leipzig, mit der GSNR 7366. Ende 1990 waren so bei der DR insgesamt 636 zweiachsige Aluminiumkesselwagen vorhanden.
1979 importierte man 45 vierachsige Aluminiumkesselwagen aus Belgien. Deren Hersteller, die Waggonfabrik Gregg, stattete sie bei einem Drehzapfenabstand von 8,84 m mit einem unisolierten und 57,7 m³ fassenden Kessel aus. Die DR führte sie unter der Dok.-Nr. 8335 sowie der GSNR 7875.
Weitere 50 Vierachser lieferte ANF 1982/83 an die DR. Hiervon waren 6 Stück ohne Isolierung (GSNR 7876) und 44 Stück mit Isolierung (GSNR 7877).

### Typ IVa: Kohlenstaubbehälterwagen (Uc-x)
In den Jahren 1957/58 und 1962 wurden spezielle dreiachsige Kohlestaubbehälterwagen gebaut (UIC-Gattung Uc-x, Dok.-Nr. 8401, Wagennummern 900 5346 und 900 5495 ff.). Bei ähnlicher Lademasse wie die Zementbehälterwagen waren ihre Behälter deutlich größer – alle drei Behälter zusammen fassten 52 m³.
170 Stück vierachsige Kohlenstaubbehälterwagen Uacs-x mit 90 m³ Laderaum lieferte Etablissements Arbel in zwei Serien zwischen 1978 und 1982 an die DR. Sie waren mit den GSNR 9305 (Dok.-Nr. 8435) bzw. 9307 (Dok.-Nr. 8437) bezeichnet. Um Devisen zu sparen, begann 1983 auch der Waggonbau Niesky mit der Produktion von solchen Uacs-x-Wagen, welche die GSNR 9308 bekamen.
Die modernen Kohlenstaubwagen Uacs-y mit Innenauskleidung waren weitgehend baugleich mit den Kohlenstaubwagen Uacs-x (s. o.) und wurden meist parallel zu diesen beschafft:
- von Etablissements Arbel ab 1978 (GSNR 9321, Dok.-Nummern 8433 und 8434),
- von ANF-Industrie (Frankreich) ab 1983 (GSNR 9324) und schließlich
- aus dem Waggonbau Niesky ab 1987 (GSNR 9325).

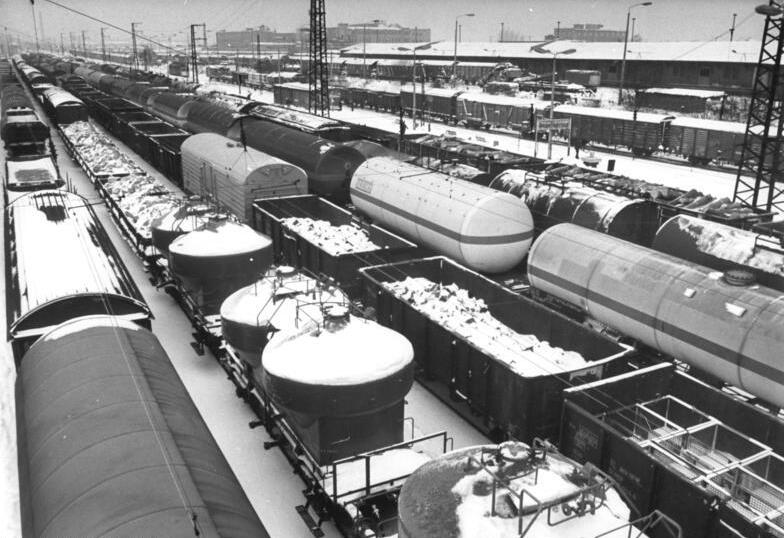
Güterbahnhof Dresden-Friedrichstadt, auf dem vierten Gleis von links eine Reihe verschiedener Druckgaskesselwagen

### Typ IVb: Druckgaskesselwagen
Mit den Behälterwagen für den Transport unter Druck verflüssigter Gase wie Ammoniak, Butan, Propan, Vinylchlorid begann die DR ab 1960 den Bau eigener Güterwagen.
Das Raw Jena entwickelte hierzu das Untergestell nach Zeichnung 1001 mit einer LüP von 12,54 m und Niesky-Drehgestellen. In den Jahren 1960 bis 1963 wurden drei verschiedene Behältertypen darauf montiert: mit 48 m³ Behältervolumen (Dok.-Nr. 8317), 54 m³ Behältervolumen (Dok.-Nr. 8318) und 55,7 m³ Behältervolumen (Dok.-Nr. 8323). Außerdem fand dieses Untergestell auch für Normalkesselwagen (s. o.) und Chlorgaswagen (s. u.) Verwendung.
Die 1966/67 im Raw Jena gebauten größeren Druckgaskesselwagen erhielten jeweils längere Untergestelle: mit 69 m³ Behältervolumen (Dok.-Nr. 8319) sowie mit 100 m³ Behältervolumen (Dok.-Nr. 8320).
Insgesamt dürften im Raw Jena etwa 200 vierachsige Druckgaskesselwagen gebaut worden sein. Außerdem entstand ebendort eine kleine Serie Zweiachser auf dem üblichen Untergesellt mit 4,85 m Achsstand (Dok.-Nr. 8251).
Im Übrigen setzte man – wie auch bei den Normalkesselwagen – auf Importfahrzeuge:
| Baujahre | Hersteller                 | Gattung vor 1980 | Dok.-Nr. | Behältervolumen | Bemerkungen                                                                                    |  |
| -------- | -------------------------- | ---------------- | -------- | --------------- | ---------------------------------------------------------------------------------------------- |  |
| 1965/66  | La Brugeoise et Nivelles   | Uah              | 8321     | 100 m³          | mit Niesky-Drehgestellen, größter Kesselwagen der DR; ab 1980: GSNR 7717; Ende 1990: 19 Stück  |  |
| 1971     | ANF-Industrie (Frankreich) | Uahs             | 8322     | 92,5 m³         | diese und alle folgenden Wagen mit Y25-Drehgestellen; ab 1980: GSNR 7915; Ende 1990: 499 Stück |  |
| 1975/76  | ANF-Industrie (Frankreich) | Uahs             | 8324     | 92,3 m³         | diese und alle folgenden Wagen mit Y25-Drehgestellen; ab 1980: GSNR 7915; Ende 1990: 499 Stück |  |
| 1975/76  | Waggon Union Siegen        | Uahs             | 8326     | 94,18 m³        | ab 1980: GSNR 7917; Ende 1990: 185 Stück                                                       |  |
| 1983     | ANF-Industrie (Frankreich) |                  | 8328     | 92,7 m³         | GSNR 7919; Ende 1990: 50 Stück                                                                 |  |

### Typ IVc: Chlorgaswagen
Zwei Typen spezieller Behälterwagen für den Transport unter Druck verflüssigten Chlors sind belegt: Die erste Serie wurde im Raw Jena 1962/63 gebaut und besitzen wie die Typ-IVb-Waggons das Untergestell nach Zeichnung 1001. Die DR führte sie unter der Dok.-Nr. 8316, laut Nummernplan existierten 63 Exemplare. 1980/81 importierte man nochmals 50 Waggons von ANF-Industrie, welche die GSNR 7811 erhielten.

### Typ IVe: Zementbehälterwagen (Uce)
1957 begann die DR mit dem Aufbau dieses Wagenparks, dessen zweiachsige Vertreter sich durch zwei 12,5 m³ große Behälter bei einer Lademasse von insgesamt etwa 27 t auszeichneten. Sie wurden in mehreren Serien von verschiedenen Herstellern bezogen und unterscheiden sich durch die Behälterform wie durch konstruktive Eigenschaften. 1980 änderte sich die Bezeichnung der Zementbehälterwagen von Uce(s) in Uc(s)-v.
| Baujahre  | Hersteller                 | Dok.-Nr. | Gattung | Wagennummer  |
| --------- | -------------------------- | -------- | ------- | ------------ |
| 1957–1960 | Waggonbau Niesky           | 8421     | Uce     | 902 1000 ff. |
| 1967/68   | Waggonbau Kraljevo         | 8424     | Uce     | 902 3004 ff. |
| 1970–1977 | Waggonfabrik Turnu-Severin | 8427     | Uces    | 902 3474 ff. |
| 1970/71   | Waggonfabrik Uerdingen     | 8430     | Uces    | 902 4454 ff. |
| 1971      | Raw Leipzig                | 8431     | Uces    | 902 4704 ff. |
| 1970/71   | Etablissements Arbel       | 8429     | Uces    | 912 1480 ff. |
| 1976–1980 | Waggonfabrik Turnu-Severin | 8428     | Uces    | 912 4495 ff. |
| 1979/80   | Waggonfabrik Turnu-Severin | 8432     | Uces    | 912 5443 ff. |

### Typ IVf: Chemiebehälterwagen

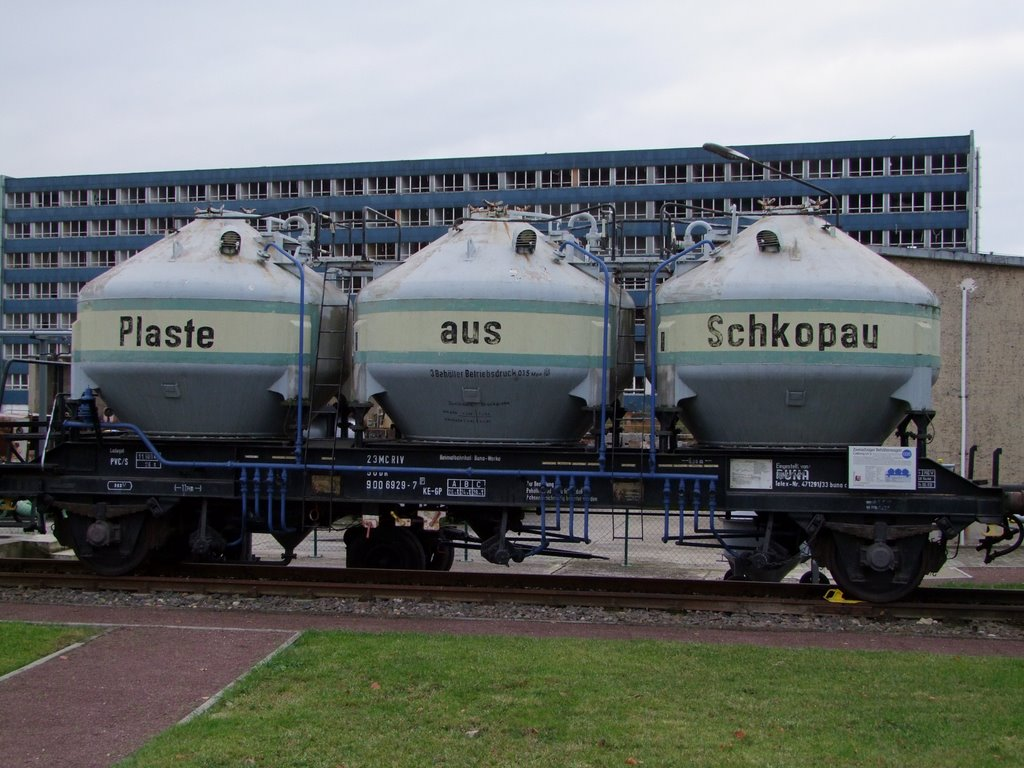
Chemiebehälterwagen

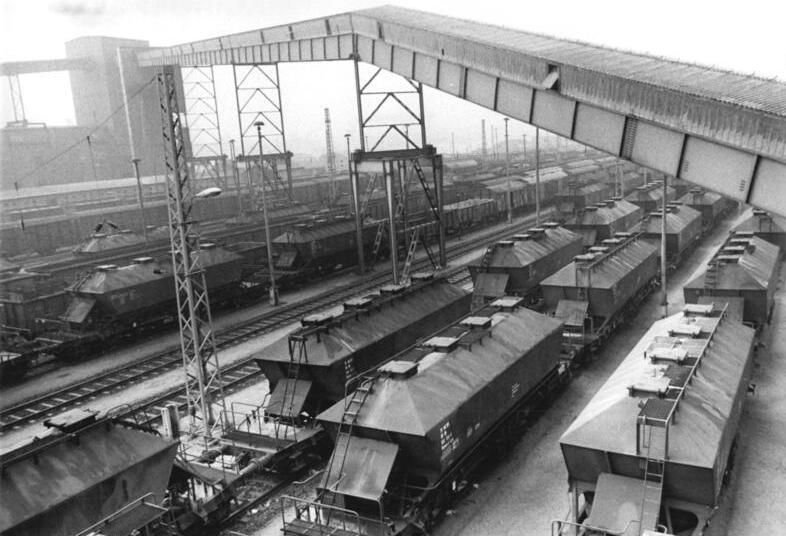
Uaoos-y-Wagen bei Entladung an der Kaliverladeanlage im Seehafen Wismar

1968/69 baute der Waggonbau Niesky Behälterwagen für staubförmige und körnige Güter mit hohem Reinheitsgrad wie PVC, PAN u. ä. Die drei Aluminiumbehälter fassten je 13,6 m³. Sie waren nur als Mietgüterwagen eingesetzt: UIC-Gattung Uc-y, Dok.-Nr. 8425, Wagennummern 091 4000 ff.

## Sonstige Güterwagen
In diesem Kapitel sollen jene Güterwagen der Gattung U erwähnt werden, welche keine Behälterwagen sind.
Speziell für den Kaliexport über den Seehafen Wismar beschaffte die DR bei Etablissements Arbel Douai 490 Selbstentladewagen mit vier Dachklappen zur Beladung und schlagartiger, gleismittig tiefliegender Entladeeinrichtung (Gattung Uaoos-y, GSNR 9331, Dok.-Nr. 4584). Sie wurden von der DB übernommen, später zu Schwenkdachwagen umgebaut und fortan an Taoos-y, Bauartnummer 894 bezeichnet.

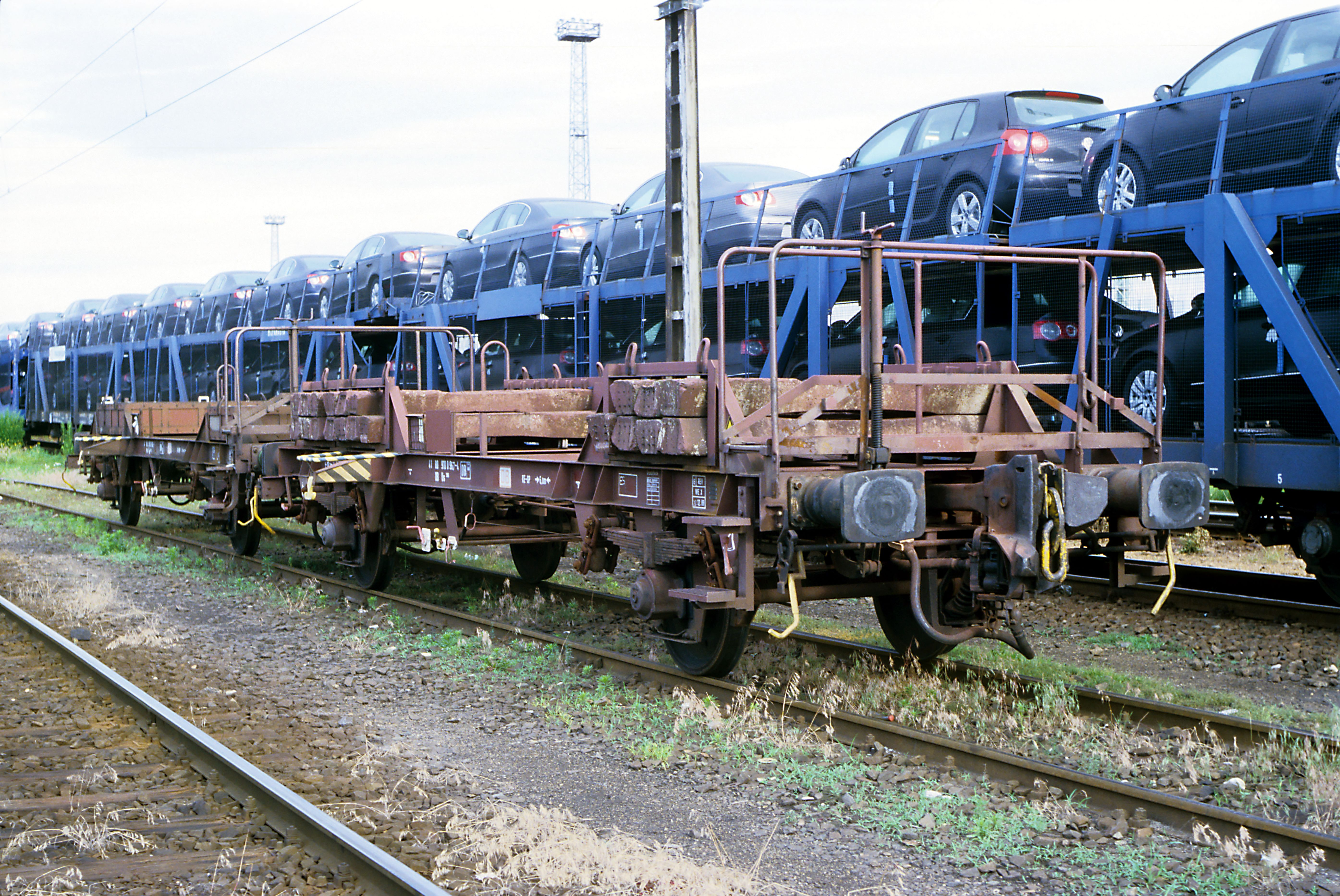
Kuppelwagen, vorn neuere Bauart mit Ballast aus Betonschwellen, dahinter ältere Bauart mit Ballast aus speziellen Betonblöcken, umgebaut auf beidseitige Mittelpufferkupplung der Bauart Intermat

Zur Beförderung sowjetischer Güterwagen mit SA-3-Kupplung baute die DR im Raw Leipzig ab 1984 insgesamt 450 Kuppelwagen, die, zum Teil schnelllauffähig, als U(s) mit den GSNR 9083 und 9084 bezeichnet wurden. Für weitere Erläuterungen sei auf die Fotos mit ausführlichen Beschreibungen in Wikimedia Commons verwiesen: 
Schließlich existierte eine kaum überschaubare Vielfalt an Tiefladewagen, welche vom Vierachser bis zum 32-achsigen Tragschnabelwagen reichte. Die DR kaufte sie bei SEAG, Waggon Union, Société Franco-Belge und La Brugeoise et Nivelles.